# Lista delle ecoregioni terrestri
Questa è una lista delle ecoregioni terrestri secondo la classificazione del World Wildlife Fund (WWF).
Tale classificazione suddivide la superficie terrestre in 8 ecozone, a loro volta suddivise 867 ecoregioni. Ogni ecoregione è attribuita a una delle 14 tipologie maggiori di habitat, o biomi. Questa schematizzazione è nota anche come TEOW (Terrestrial Ecoregions of the World).
| Ecozona       | Bioma                                                   | Ecoregione                                                                | Codice WWF | Paesi |
| ------------- | ------------------------------------------------------- | ------------------------------------------------------------------------- | ---------- | --- |
| Afrotropicale | Foreste pluviali di latifoglie tropicali e subtropicali | Foreste montane della faglia albertina                                    | AT0101     | Burundi, Repubblica Democratica del Congo, Ruanda, Tanzania, Uganda                                                                         |
| Afrotropicale | Foreste pluviali di latifoglie tropicali e subtropicali | Foreste costiere equatoriali atlantiche                                   | AT0102     | Angola, Camerun, Gabon, Guinea Equatoriale, Repubblica del Congo, Repubblica Democratica del Congo                                          |
| Afrotropicale | Foreste pluviali di latifoglie tropicali e subtropicali | Foreste degli altopiani del Camerun                                       | AT0103     | Camerun, Nigeria |
| Afrotropicale | Foreste pluviali di latifoglie tropicali e subtropicali | Foreste di pianura del Congo centrale                                     | AT0104     | Repubblica Democratica del Congo |
| Afrotropicale | Foreste pluviali di latifoglie tropicali e subtropicali | Foreste delle Comore                                                      | AT0105     | Comore |
| Afrotropicale | Foreste pluviali di latifoglie tropicali e subtropicali | Foresta di transizione Cross-Niger                                        | AT0106     | Nigeria |
| Afrotropicale | Foreste pluviali di latifoglie tropicali e subtropicali | Foreste costiere di Cross-Sanaga-Bioko                                    | AT0107     | Camerun, Nigeria |
| Afrotropicale | Foreste pluviali di latifoglie tropicali e subtropicali | Foreste montane dell'Africa orientale                                     | AT0108     | Kenya, Sudan del Sud, Tanzania, Uganda |
| Afrotropicale | Foreste pluviali di latifoglie tropicali e subtropicali | Foreste dell'Arco orientale                                               | AT0109     | Kenya, Tanzania |
| Afrotropicale | Foreste pluviali di latifoglie tropicali e subtropicali | Foreste palustri del bacino orientale del Congo                           | AT0110     | Repubblica Democratica del Congo |
| Afrotropicale | Foreste pluviali di latifoglie tropicali e subtropicali | Foreste di pianura della Guinea orientale                                 | AT0111     | Benin, Costa d'Avorio, Ghana, Togo |
| Afrotropicale | Foreste pluviali di latifoglie tropicali e subtropicali | Foreste montane dell'Etiopia                                              | AT0112     | Eritrea, Etiopia, Somalia, Sudan |
| Afrotropicale | Foreste pluviali di latifoglie tropicali e subtropicali | Foreste delle Seychelles                                                  | AT0113     | Seychelles |
| Afrotropicale | Foreste pluviali di latifoglie tropicali e subtropicali | Foreste montane della Guinea                                              | AT0114     | Costa d'Avorio, Guinea, Liberia, Sierra Leone                                                                                               |
| Afrotropicale | Foreste pluviali di latifoglie tropicali e subtropicali | Foreste montane di Knysna-Amatole                                         | AT0115     | Sudafrica |
| Afrotropicale | Foreste pluviali di latifoglie tropicali e subtropicali | Foresta costiera a mosaico di KwaZulu-Cape                                | AT0116     | Sudafrica |
| Afrotropicale | Foreste pluviali di latifoglie tropicali e subtropicali | Foreste pluviali del Madagascar orientale                                 | AT0117     | Madagascar |
| Afrotropicale | Foreste pluviali di latifoglie tropicali e subtropicali | Foreste subumide del Madagascar                                           | AT0118     | Madagascar |
| Afrotropicale | Foreste pluviali di latifoglie tropicali e subtropicali | Foresta costiera a mosaico del Maputaland                                 | AT0119     | Mozambico, Sudafrica, Swaziland |
| Afrotropicale | Foreste pluviali di latifoglie tropicali e subtropicali | Foreste delle Mascarene                                                   | AT0120     | Mauritius, Riunione (isola) |
| Afrotropicale | Foreste pluviali di latifoglie tropicali e subtropicali | Foreste montane del Monte Camerun e di Bioko                              | AT0121     | Camerun |
| Afrotropicale | Foreste pluviali di latifoglie tropicali e subtropicali | Foreste palustri del delta del Niger                                      | AT0122     | Nigeria |
| Afrotropicale | Foreste pluviali di latifoglie tropicali e subtropicali | Foreste di pianura della Nigeria                                          | AT0123     | Benin, Nigeria |
| Afrotropicale | Foreste pluviali di latifoglie tropicali e subtropicali | Foreste di pianura del Congo nord-orientale                               | AT0124     | Repubblica Centrafricana, Repubblica Democratica del Congo                                                                                  |
| Afrotropicale | Foreste pluviali di latifoglie tropicali e subtropicali | Foresta costiera a mosaico di Zanzibar-Inhambane settentrionale           | AT0125     | Kenya, Somalia, Tanzania |
| Afrotropicale | Foreste pluviali di latifoglie tropicali e subtropicali | Foreste di pianura del Congo nord-occidentale                             | AT0126     | Camerun, Gabon, Repubblica Centrafricana, Repubblica del Congo, Repubblica Democratica del Congo                                            |
| Afrotropicale | Foreste pluviali di latifoglie tropicali e subtropicali | Foreste di pianura di São Tomé, Príncipe e Annobón                        | AT0127     | São Tomé e Príncipe |
| Afrotropicale | Foreste pluviali di latifoglie tropicali e subtropicali | Foresta costiera a mosaico di Zanzibar-Inhambane meridionale              | AT0128     | Mozambico, Tanzania |
| Afrotropicale | Foreste pluviali di latifoglie tropicali e subtropicali | Foreste palustri del Congo occidentale                                    | AT0129     | Repubblica Centrafricana, Repubblica del Congo, Repubblica Democratica del Congo                                                            |
| Afrotropicale | Foreste pluviali di latifoglie tropicali e subtropicali | Foreste di pianura della Guinea occidentale                               | AT0130     | Costa d'Avorio, Guinea, Liberia, Sierra Leone                                                                                               |
| Afrotropicale | Foreste secche di latifoglie tropicali e subtropicali   | Foresta secca di Capo Verde                                               | AT0201     | Capo Verde |
| Afrotropicale | Foreste secche di latifoglie tropicali e subtropicali   | Foresta decidua secca del Madagascar occidentale                          | AT0202     | Madagascar |
| Afrotropicale | Foreste secche di latifoglie tropicali e subtropicali   | Foresta secca zambesiana a Cryptosepalum                                  | AT0203     | Angola, Zambia |
| Afrotropicale | Praterie, savane e macchie tropicali e subtropicali     | Boschi di miombo angolani                                                 | AT0701     | Angola, Repubblica Democratica del Congo |
| Afrotropicale | Praterie, savane e macchie tropicali e subtropicali     | Boschi di mopane angolani                                                 | AT0702     | Angola, Namibia |
| Afrotropicale | Praterie, savane e macchie tropicali e subtropicali     | Sterpaglia e praterie di Ascensione                                       | AT0703     | Ascensione |
| Afrotropicale | Praterie, savane e macchie tropicali e subtropicali     | Boschi di miombo dello Zambesi centrale                                   | AT0704     | Angola, Burundi, Malawi, Repubblica Democratica del Congo, Tanzania, Zambia                                                                 |
| Afrotropicale | Praterie, savane e macchie tropicali e subtropicali     | Savana sudanese orientale                                                 | AT0705     | Camerun, Ciad, Eritrea, Etiopia, Nigeria, Repubblica Centrafricana, Repubblica Democratica del Congo, Sudan del Sud, Uganda                 |
| Afrotropicale | Praterie, savane e macchie tropicali e subtropicali     | Boschi di miombo orientali                                                | AT0706     | Malawi, Mozambico, Tanzania |
| Afrotropicale | Praterie, savane e macchie tropicali e subtropicali     | Mosaico di foresta e savana della Guinea                                  | AT0707     | Benin, Camerun, Costa d'Avorio, Gambia, Ghana, Guinea, Guinea-Bissau, Liberia, Nigeria, Senegal, Sierra Leone, Togo                         |
| Afrotropicale | Praterie, savane e macchie tropicali e subtropicali     | Macchia di Itigi-Sumbu                                                    | AT0708     | Repubblica Democratica del Congo, Tanzania, Zambia                                                                                          |
| Afrotropicale | Praterie, savane e macchie tropicali e subtropicali     | Boschi di Acacia-Baikiaea del Kalahari                                    | AT0709     | Botswana, Namibia, Sudafrica, Zimbabwe |
| Afrotropicale | Praterie, savane e macchie tropicali e subtropicali     | Mosaico dei monti Mandara                                                 | AT0710     | Camerun, Nigeria |
| Afrotropicale | Praterie, savane e macchie tropicali e subtropicali     | Boscaglia e macchia di Acacia-Commiphora settentrionale                   | AT0711     | Etiopia, Kenya, Sudan del Sud, Tanzania, Uganda                                                                                             |
| Afrotropicale | Praterie, savane e macchie tropicali e subtropicali     | Mosaico di foresta e savana del Congo settentrionale                      | AT0712     | Camerun, Repubblica Centrafricana, Repubblica Democratica del Congo, Sudan del Sud, Uganda                                                  |
| Afrotropicale | Praterie, savane e macchie tropicali e subtropicali     | Savana ad acacia del Sahel                                                | AT0713     | Burkina Faso, Camerun, Ciad, Eritrea, Etiopia, Mali, Mauritania, Niger, Nigeria, Repubblica Centrafricana, Senegal, Sudan                   |
| Afrotropicale | Praterie, savane e macchie tropicali e subtropicali     | Praterie vulcaniche del Serengeti                                         | AT0714     | Tanzania |
| Afrotropicale | Praterie, savane e macchie tropicali e subtropicali     | Boscaglia e macchia di Acacia-Commiphora somala                           | AT0715     | Eritrea, Etiopia, Kenya, Somalia, Sudan, Tanzania                                                                                           |
| Afrotropicale | Praterie, savane e macchie tropicali e subtropicali     | Boscaglia e macchia di Acacia-Commiphora meridionale                      | AT0716     | Kenya, Tanzania, Uganda |
| Afrotropicale | Praterie, savane e macchie tropicali e subtropicali     | Boscaglia aperta dell'altopiano sudafricano                               | AT0717     | Botswana, Mozambico, Sudafrica, Zimbabwe |
| Afrotropicale | Praterie, savane e macchie tropicali e subtropicali     | Mosaico di foresta e savana del Congo meridionale                         | AT0718     | Angola, Repubblica Democratica del Congo |
| Afrotropicale | Praterie, savane e macchie tropicali e subtropicali     | Boschi di miombo meridionali                                              | AT0719     | Malawi, Mozambico, Zambia, Zimbabwe |
| Afrotropicale | Praterie, savane e macchie tropicali e subtropicali     | Sterpaglia e boschi di Sant'Elena                                         | AT0720     | Sant'Elena |
| Afrotropicale | Praterie, savane e macchie tropicali e subtropicali     | Mosaico di foresta e savana del bacino del lago Vittoria                  | AT0721     | Burundi, Etiopia, Kenya, Repubblica Democratica del Congo, Ruanda, Sudan, Tanzania, Uganda                                                  |
| Afrotropicale | Praterie, savane e macchie tropicali e subtropicali     | Savana sudanese occidentale                                               | AT0722     | Benin, Burkina Faso, Costa d'Avorio, Gambia, Ghana, Guinea, Mali, Mauritania, Niger, Nigeria, Senegal, Togo                                 |
| Afrotropicale | Praterie, savane e macchie tropicali e subtropicali     | Mosaico di foresta e savana del Congo occidentale                         | AT0723     | Angola, Gabon, Repubblica del Congo, Repubblica Democratica del Congo                                                                       |
| Afrotropicale | Praterie, savane e macchie tropicali e subtropicali     | Prateria dello Zambesi occidentale                                        | AT0724     | Angola, Zambia |
| Afrotropicale | Praterie, savane e macchie tropicali e subtropicali     | Savana alberata a mopane dello Zambesi                                    | AT0725     | Botswana, Malawi, Mozambico, Namibia, Sudafrica, Swaziland, Zambia, Zimbabwe                                                                |
| Afrotropicale | Praterie, savane e macchie tropicali e subtropicali     | Boschi di Baikiaea dello Zambesi                                          | AT0726     | Angola, Botswana, Namibia, Zambia, Zimbabwe                                                                                                 |
| Afrotropicale | Praterie, savane e macchie temperate                    | Boscaglie montane dei monti Al Hajar al Gharbi                            | AT0801     | Emirati Arabi Uniti, Oman |
| Afrotropicale | Praterie, savane e macchie temperate                    | Praterie temperate delle isole Amsterdam e Saint-Paul                     | AT0802     | Terre Australi e Antartiche Francesi |
| Afrotropicale | Praterie, savane e macchie temperate                    | Macchia e praterie delle isole Tristan da Cunha-Gough                     | AT0803     | Sant'Elena |
| Afrotropicale | Praterie e savane inondabili                            | Laghi salati dell'Africa orientale                                        | AT0901     | Kenya, Tanzania |
| Afrotropicale | Praterie e savane inondabili                            | Praterie alofile dell'Etosha Pan                                          | AT0902     | Namibia |
| Afrotropicale | Praterie e savane inondabili                            | Savana inondabile del delta interno del Niger-Bani                        | AT0903     | Mali |
| Afrotropicale | Praterie e savane inondabili                            | Savana inondabile del lago Ciad                                           | AT0904     | Camerun, Ciad, Niger, Nigeria |
| Afrotropicale | Praterie e savane inondabili                            | Praterie inondabili del Sahara                                            | AT0905     | Etiopia, Sudan |
| Afrotropicale | Praterie e savane inondabili                            | Savana inondabile costiera dello Zambesi                                  | AT0906     | Mozambico |
| Afrotropicale | Praterie e savane inondabili                            | Praterie inondabili dello Zambesi                                         | AT0907     | Angola, Botswana, Malawi, Mozambico, Namibia, Repubblica Democratica del Congo, Tanzania, Zambia                                            |
| Afrotropicale | Praterie e savane inondabili                            | Laghi salati del bacino dello Zambesi                                     | AT0908     | Botswana |
| Afrotropicale | Praterie e boscaglie montane                            | Mosaico montano di foreste-praterie dell'Angola                           | AT1001     | Angola |
| Afrotropicale | Praterie e boscaglie montane                            | Savana e boscaglie della scarpata angolana                                | AT1002     | Angola |
| Afrotropicale | Praterie e boscaglie montane                            | Praterie e boscaglie altimontane dei monti dei Draghi                     | AT1003     | Lesotho, Sudafrica |
| Afrotropicale | Praterie e boscaglie montane                            | Praterie montane dei monti dei Draghi                                     | AT1004     | Lesotho, Sudafrica, Swaziland |
| Afrotropicale | Praterie e boscaglie montane                            | Brughiere montane dell'Africa orientale                                   | AT1005     | Kenya, Tanzania, Uganda |
| Afrotropicale | Praterie e boscaglie montane                            | Mosaico montano di foreste-praterie dello Zimbabwe orientale              | AT1006     | Mozambico, Zimbabwe |
| Afrotropicale | Praterie e boscaglie montane                            | Praterie e boscaglie montane dell'Etiopia                                 | AT1007     | Eritrea, Etiopia, Sudan |
| Afrotropicale | Praterie e boscaglie montane                            | Brughiere montane dell'Etiopia                                            | AT1008     | Etiopia |
| Afrotropicale | Praterie e boscaglie montane                            | Praterie dell'Alto Veld                                                   | AT1009     | Lesotho, Sudafrica |
| Afrotropicale | Praterie e boscaglie montane                            | Mosaico di foreste-praterie dell'altopiano di Jos                         | AT1010     | Nigeria |
| Afrotropicale | Praterie e boscaglie montane                            | Macchia ericoide del Madagascar                                           | AT1011     | Madagascar |
| Afrotropicale | Praterie e boscaglie montane                            | Macchia del Maputaland-Pondoland                                          | AT1012     | Sudafrica |
| Afrotropicale | Praterie e boscaglie montane                            | Brughiere montane dei monti Ruwenzori-Virunga                             | AT1013     | Repubblica Democratica del Congo, Ruanda, Uganda                                                                                            |
| Afrotropicale | Praterie e boscaglie montane                            | Mosaico montano di foreste-praterie del Malawi meridionale                | AT1014     | Malawi |
| Afrotropicale | Praterie e boscaglie montane                            | Mosaico montano di foreste-praterie del Rift meridionale                  | AT1015     | Malawi, Mozambico, Tanzania, Zambia |
| Afrotropicale | Foreste, boschi e macchie mediterranee                  | Macchia di Albany                                                         | AT1201     | Sudafrica |
| Afrotropicale | Foreste, boschi e macchie mediterranee                  | Fynbos e renosterveld di pianura                                          | AT1202     | Sudafrica |
| Afrotropicale | Foreste, boschi e macchie mediterranee                  | Fynbos e renosterveld di montagna                                         | AT1203     | Sudafrica |
| Afrotropicale | Deserti e macchia xerofila                              | Macchia xerofila di Aldabra                                               | AT1301     | Seychelles |
| Afrotropicale | Deserti e macchia xerofila                              | Deserto costiero nebbioso della penisola arabica                          | AT1302     | Arabia Saudita, Oman, Yemen |
| Afrotropicale | Deserti e macchia xerofila                              | Boscaglie xerofile montane del Sahara orientale                           | AT1303     | Ciad, Sudan |
| Afrotropicale | Deserti e macchia xerofila                              | Deserto costiero dell'Eritrea                                             | AT1304     | Eritrea, Gibuti |
| Afrotropicale | Deserti e macchia xerofila                              | Praterie e macchie xerofile dell'Etiopia                                  | AT1305     | Eritrea, Etiopia, Gibuti, Somalia, Sudan |
| Afrotropicale | Deserti e macchia xerofila                              | Deserto e semideserto del golfo di Oman                                   | AT1306     | Emirati Arabi Uniti, Oman |
| Afrotropicale | Deserti e macchia xerofila                              | Praterie e macchie di Hobyo                                               | AT1307     | Somalia |
| Afrotropicale | Deserti e macchia xerofila                              | Macchia xerofila di Europa e Bassas da India                              | AT1308     | Francia (isole Europa e Bassas da India) |
| Afrotropicale | Deserti e macchia xerofila                              | Savana xerofila del Kalahari                                              | AT1309     | Botswana, Namibia, Sudafrica |
| Afrotropicale | Deserti e macchia xerofila                              | Deserto del Kaokoveld                                                     | AT1310     | Angola, Namibia |
| Afrotropicale | Deserti e macchia xerofila                              | Foresta spinosa del Madagascar                                            | AT1311     | Madagascar |
| Afrotropicale | Deserti e macchia xerofila                              | Foreste succulente del Madagascar                                         | AT1312     | Madagascar |
| Afrotropicale | Deserti e macchia xerofila                              | Praterie e macchie xerofile masai                                         | AT1313     | Etiopia, Kenya |
| Afrotropicale | Deserti e macchia xerofila                              | Karoo nama                                                                | AT1314     | Namibia, Sudafrica |
| Afrotropicale | Deserti e macchia xerofila                              | Deserto del Namib                                                         | AT1315     | Namibia |
| Afrotropicale | Deserti e macchia xerofila                              | Savana alberata della Namibia                                             | AT1316     | Angola, Namibia |
| Afrotropicale | Deserti e macchia xerofila                              | Deserto costiero del mar Rosso                                            | AT1317     | Egitto, Sudan |
| Afrotropicale | Deserti e macchia xerofila                              | Macchia xerofila di Socotra                                               | AT1318     | Yemen |
| Afrotropicale | Deserti e macchia xerofila                              | Boscaglie xerofile montane della Somalia                                  | AT1319     | Somalia |
| Afrotropicale | Deserti e macchia xerofila                              | Savana pedemontana dell'Arabia sud-occidentale                            | AT1320     | Arabia Saudita, Oman, Yemen |
| Afrotropicale | Deserti e macchia xerofila                              | Boscaglie montane dell'Arabia sud-occidentale                             | AT1321     | Arabia Saudita, Yemen |
| Afrotropicale | Deserti e macchia xerofila                              | Karoo succulento                                                          | AT1322     | Namibia, Sudafrica |
| Afrotropicale | Mangrovie                                               | Mangrovie dell'Africa centrale                                            | AT1401     | Angola, Camerun, Guinea Equatoriale, Gabon, Ghana, Nigeria, Repubblica Democratica del Congo                                                |
| Afrotropicale | Mangrovie                                               | Mangrovie dell'Africa orientale                                           | AT1402     | Kenya, Mozambico, Somalia, Tanzania |
| Afrotropicale | Mangrovie                                               | Mangrovie dell'Africa occidentale                                         | AT1403     | Costa d'Avorio, Gambia, Ghana, Guinea, Guinea-Bissau, Liberia, Senegal, Sierra Leone                                                        |
| Afrotropicale | Mangrovie                                               | Mangrovie del Madagascar                                                  | AT1404     | Madagascar |
| Afrotropicale | Mangrovie                                               | Mangrovie dell'Africa australe                                            | AT1405     | Mozambico, Sudafrica |
| Antartica     | Tundra                                                  | Tundra dell'Antartide occidentale                                         | AN1101     | Antartide |
| Antartica     | Tundra                                                  | Deserto dell'Antartide orientale                                          | AN1102     | Antartide |
| Antartica     | Tundra                                                  | Tundra delle isole del mar di Scotia                                      | AN1103     | Antartide |
| Antartica     | Tundra                                                  | Tundra delle isole dell'oceano Indiano meridionale                        | AN1104     | Antartide |
| Australasiana | Foreste pluviali di latifoglie tropicali e subtropicali | Foreste pluviali di pianura delle isole dell'Ammiragliato                 | AA0101     | Papua Nuova Guinea |
| Australasiana | Foreste pluviali di latifoglie tropicali e subtropicali | Foreste decidue umide delle isole del mar di Banda                        | AA0102     | Indonesia |
| Australasiana | Foreste pluviali di latifoglie tropicali e subtropicali | Foreste pluviali di Biak-Numfoor                                          | AA0103     | Indonesia |
| Australasiana | Foreste pluviali di latifoglie tropicali e subtropicali | Foreste pluviali di Buru                                                  | AA0104     | Indonesia |
| Australasiana | Foreste pluviali di latifoglie tropicali e subtropicali | Foreste pluviali montane della Cordigliera Centrale                       | AA0105     | Indonesia, Papua Nuova Guinea |
| Australasiana | Foreste pluviali di latifoglie tropicali e subtropicali | Foreste pluviali di Halmahera                                             | AA0106     | Indonesia |
| Australasiana | Foreste pluviali di latifoglie tropicali e subtropicali | Foreste pluviali montane della penisola di Huon                           | AA0107     | Papua Nuova Guinea |
| Australasiana | Foreste pluviali di latifoglie tropicali e subtropicali | Foreste pluviali di Yapen                                                 | AA0108     | Indonesia |
| Australasiana | Foreste pluviali di latifoglie tropicali e subtropicali | Foreste subtropicali di Lord Howe                                         | AA0109     | Australia |
| Australasiana | Foreste pluviali di latifoglie tropicali e subtropicali | Foreste pluviali dell'arcipelago delle Luisiadi                           | AA0110     | Papua Nuova Guinea |
| Australasiana | Foreste pluviali di latifoglie tropicali e subtropicali | Foreste pluviali di pianura di Nuova Britannia-Nuova Irlanda              | AA0111     | Papua Nuova Guinea |
| Australasiana | Foreste pluviali di latifoglie tropicali e subtropicali | Foreste pluviali montane di Nuova Britannia-Nuova Irlanda                 | AA0112     | Papua Nuova Guinea |
| Australasiana | Foreste pluviali di latifoglie tropicali e subtropicali | Foreste pluviali della Nuova Caledonia                                    | AA0113     | Nuova Caledonia |
| Australasiana | Foreste pluviali di latifoglie tropicali e subtropicali | Foreste subtropicali di Norfolk                                           | AA0114     | Isola Norfolk |
| Australasiana | Foreste pluviali di latifoglie tropicali e subtropicali | Foreste pluviali di pianura e paludose della Nuova Guinea settentrionale  | AA0115     | Indonesia, Papua Nuova Guinea |
| Australasiana | Foreste pluviali di latifoglie tropicali e subtropicali | Foreste pluviali montane della Nuova Guinea settentrionale                | AA0116     | Indonesia, Papua Nuova Guinea |
| Australasiana | Foreste pluviali di latifoglie tropicali e subtropicali | Foreste pluviali tropicali del Queensland                                 | AA0117     | Australia |
| Australasiana | Foreste pluviali di latifoglie tropicali e subtropicali | Foreste pluviali di Seram                                                 | AA0118     | Indonesia |
| Australasiana | Foreste pluviali di latifoglie tropicali e subtropicali | Foreste pluviali delle isole Salomone                                     | AA0119     | Isole Salomone, Papua Nuova Guinea |
| Australasiana | Foreste pluviali di latifoglie tropicali e subtropicali | Foreste pluviali della Nuova Guinea sud-orientale                         | AA0120     | Papua Nuova Guinea |
| Australasiana | Foreste pluviali di latifoglie tropicali e subtropicali | Foreste paludose della Nuova Guinea meridionale                           | AA0121     | Indonesia, Papua Nuova Guinea |
| Australasiana | Foreste pluviali di latifoglie tropicali e subtropicali | Foreste pluviali di pianura della Nuova Guinea meridionale                | AA0122     | Indonesia, Papua Nuova Guinea |
| Australasiana | Foreste pluviali di latifoglie tropicali e subtropicali | Foreste pluviali di pianura di Sulawesi                                   | AA0123     | Indonesia |
| Australasiana | Foreste pluviali di latifoglie tropicali e subtropicali | Foreste pluviali montane di Sulawesi                                      | AA0124     | Indonesia |
| Australasiana | Foreste pluviali di latifoglie tropicali e subtropicali | Foreste pluviali delle isole Trobriand                                    | AA0125     | Papua Nuova Guinea |
| Australasiana | Foreste pluviali di latifoglie tropicali e subtropicali | Foreste pluviali delle Vanuatu                                            | AA0126     | Vanuatu, Isole Salomone |
| Australasiana | Foreste pluviali di latifoglie tropicali e subtropicali | Foreste pluviali montane del Vogelkop                                     | AA0127     | Indonesia |
| Australasiana | Foreste pluviali di latifoglie tropicali e subtropicali | Foreste pluviali di pianura del Vogelkop e delle isole Aru                | AA0128     | Indonesia |
| Australasiana | Foreste secche di latifoglie tropicali e subtropicali   | Foreste decidue delle Piccole isole della Sonda                           | AA0201     | Indonesia |
| Australasiana | Foreste secche di latifoglie tropicali e subtropicali   | Foreste secche della Nuova Caledonia                                      | AA0202     | Nuova Caledonia |
| Australasiana | Foreste secche di latifoglie tropicali e subtropicali   | Foreste decidue di Sumba                                                  | AA0203     | Indonesia |
| Australasiana | Foreste secche di latifoglie tropicali e subtropicali   | Foreste decidue di Timor e Wetar                                          | AA0204     | Indonesia, Timor Est |
| Australasiana | Foreste di latifoglie e foreste miste temperate         | Foreste temperate delle Chatham                                           | AA0401     | Nuova Zelanda |
| Australasiana | Foreste di latifoglie e foreste miste temperate         | Foreste temperate dell'Australia orientale                                | AA0402     | Australia |
| Australasiana | Foreste di latifoglie e foreste miste temperate         | Foreste temperate del Fiordland                                           | AA0403     | Nuova Zelanda |
| Australasiana | Foreste di latifoglie e foreste miste temperate         | Foreste temperate della Nelson Coast                                      | AA0404     | Nuova Zelanda |
| Australasiana | Foreste di latifoglie e foreste miste temperate         | Foreste temperate dell'Isola del Nord                                     | AA0405     | Nuova Zelanda |
| Australasiana | Foreste di latifoglie e foreste miste temperate         | Foreste di kauri temperate del Northland                                  | AA0406     | Nuova Zelanda |
| Australasiana | Foreste di latifoglie e foreste miste temperate         | Foreste temperate di Rakiura                                              | AA0407     | Nuova Zelanda |
| Australasiana | Foreste di latifoglie e foreste miste temperate         | Foreste temperate di Richmond                                             | AA0408     | Nuova Zelanda |
| Australasiana | Foreste di latifoglie e foreste miste temperate         | Foreste temperate dell'Australia sud-orientale                            | AA0409     | Australia |
| Australasiana | Foreste di latifoglie e foreste miste temperate         | Foreste temperate del Southland                                           | AA0410     | Nuova Zelanda |
| Australasiana | Foreste di latifoglie e foreste miste temperate         | Foreste dell'altopiano centrale della Tasmania                            | AA0411     | Australia |
| Australasiana | Foreste di latifoglie e foreste miste temperate         | Foreste temperate della Tasmania                                          | AA0412     | Australia |
| Australasiana | Foreste di latifoglie e foreste miste temperate         | Foreste pluviali temperate della Tasmania                                 | AA0413     | Australia |
| Australasiana | Foreste di latifoglie e foreste miste temperate         | Foreste temperate del Westland                                            | AA0414     | Nuova Zelanda |
| Australasiana | Praterie, savane e macchie tropicali e subtropicali     | Savana tropicale della terra di Arnhem                                    | AA0701     | Australia |
| Australasiana | Praterie, savane e macchie tropicali e subtropicali     | Savana tropicale di Brigalow                                              | AA0702     | Australia |
| Australasiana | Praterie, savane e macchie tropicali e subtropicali     | Savana tropicale della penisola di capo York                              | AA0703     | Australia |
| Australasiana | Praterie, savane e macchie tropicali e subtropicali     | Savana tropicale di Carpentaria                                           | AA0704     | Australia |
| Australasiana | Praterie, savane e macchie tropicali e subtropicali     | Savana dell'altipiano di Einasleigh                                       | AA0705     | Australia |
| Australasiana | Praterie, savane e macchie tropicali e subtropicali     | Savana tropicale del Kimberley                                            | AA0706     | Australia |
| Australasiana | Praterie, savane e macchie tropicali e subtropicali     | Praterie di Astrebla                                                      | AA0707     | Australia |
| Australasiana | Praterie, savane e macchie tropicali e subtropicali     | Savana e praterie del fiume Fly                                           | AA0708     | Indonesia, Papua Nuova Guinea |
| Australasiana | Praterie, savane e macchie tropicali e subtropicali     | Savana tropicale di pianura del Victoria                                  | AA0709     | Australia |
| Australasiana | Praterie, savane e macchie temperate                    | Praterie a tussock di Canterbury-Otago                                    | AA0801     | Nuova Zelanda |
| Australasiana | Praterie, savane e macchie temperate                    | Arbusteto a mulga dell'Australia orientale                                | AA0802     | Australia |
| Australasiana | Praterie, savane e macchie temperate                    | Savana temperata dell'Australia sud-orientale                             | AA0803     | Australia |
| Australasiana | Praterie e boscaglie montane                            | Praterie montane delle Alpi Australiane                                   | AA1001     | Australia |
| Australasiana | Praterie e boscaglie montane                            | Praterie subalpine della Catena Centrale                                  | AA1002     | Indonesia, Papua Nuova Guinea |
| Australasiana | Praterie e boscaglie montane                            | Praterie montane dell'Isola del Sud                                       | AA1003     | Nuova Zelanda |
| Australasiana | Tundra                                                  | Tundra delle isole sub-antartiche della Nuova Zelanda                     | AA1101     | Nuova Zelanda |
| Australasiana | Foreste, boschi e macchie mediterranee                  | Boschi di Coolgardie                                                      | AA1201     | Australia |
| Australasiana | Foreste, boschi e macchie mediterranee                  | Mallee di Esperance                                                       | AA1202     | Australia |
| Australasiana | Foreste, boschi e macchie mediterranee                  | Mallee di Eyre e York                                                     | AA1203     | Australia |
| Australasiana | Foreste, boschi e macchie mediterranee                  | Foresta e arbusteto di Jarrah-Karri                                       | AA1204     | Australia |
| Australasiana | Foreste, boschi e macchie mediterranee                  | Lande di Kwongan                                                          | AA1205     | Australia |
| Australasiana | Foreste, boschi e macchie mediterranee                  | Boschi del monte Lofty                                                    | AA1206     | Australia |
| Australasiana | Foreste, boschi e macchie mediterranee                  | Boschi e mallee di Murray-Darling                                         | AA1207     | Australia |
| Australasiana | Foreste, boschi e macchie mediterranee                  | Boschi di Naracoorte                                                      | AA1208     | Australia |
| Australasiana | Foreste, boschi e macchie mediterranee                  | Savana dell'Australia sud-occidentale                                     | AA1209     | Australia |
| Australasiana | Foreste, boschi e macchie mediterranee                  | Boschi dell'Australia sud-occidentale                                     | AA1210     | Australia |
| Australasiana | Deserti e macchia xerofila                              | Macchia xerofila di Carnarvon                                             | AA1301     | Australia |
| Australasiana | Deserti e macchia xerofila                              | Macchia xerofila della Catena centrale                                    | AA1302     | Australia |
| Australasiana | Deserti e macchia xerofila                              | Deserto di Gibson                                                         | AA1303     | Australia |
| Australasiana | Deserti e macchia xerofila                              | Gran Deserto Sabbioso-Tanami                                              | AA1304     | Australia |
| Australasiana | Deserti e macchia xerofila                              | Gran Deserto Victoria                                                     | AA1305     | Australia |
| Australasiana | Deserti e macchia xerofila                              | Macchia xerofila del Nullarbor Plain                                      | AA1306     | Australia |
| Australasiana | Deserti e macchia xerofila                              | Macchia del Pilbara                                                       | AA1307     | Australia |
| Australasiana | Deserti e macchia xerofila                              | Deserto di Simpson                                                        | AA1308     | Australia |
| Australasiana | Deserti e macchia xerofila                              | Deserto pietroso di Tirari-Sturt                                          | AA1309     | Australia |
| Australasiana | Deserti e macchia xerofila                              | Macchia a mulga dell'Australia occidentale                                | AA1310     | Australia |
| Australasiana | Mangrovie                                               | Mangrovie della Nuova Guinea                                              | AA1401     | Indonesia, Papua Nuova Guinea |
| Indomalese    | Foreste pluviali di latifoglie tropicali e subtropicali | Foreste pluviali delle isole Andamane                                     | IM0101     | India |
| Indomalese    | Foreste pluviali di latifoglie tropicali e subtropicali | Foreste pluviali di pianura del Borneo                                    | IM0102     | Brunei, Indonesia, Malaysia |
| Indomalese    | Foreste pluviali di latifoglie tropicali e subtropicali | Foreste pluviali montane del Borneo                                       | IM0103     | Brunei, Indonesia, Malaysia |
| Indomalese    | Foreste pluviali di latifoglie tropicali e subtropicali | Foreste torbiere del Borneo                                               | IM0104     | Brunei, Indonesia, Malaysia |
| Indomalese    | Foreste pluviali di latifoglie tropicali e subtropicali | Foreste pluviali semi-sempreverdi della valle del Brahmaputra             | IM0105     | Bhutan, India |
| Indomalese    | Foreste pluviali di latifoglie tropicali e subtropicali | Foreste pluviali dei Monti dei Cardamomi                                  | IM0106     | Cambogia, Thailandia |
| Indomalese    | Foreste pluviali di latifoglie tropicali e subtropicali | Foreste paludose del Chao Phraya                                          | IM0107     | Thailandia |
| Indomalese    | Foreste pluviali di latifoglie tropicali e subtropicali | Foreste umide decidue di pianura del Chao Phraya                          | IM0108     | Thailandia |
| Indomalese    | Foreste pluviali di latifoglie tropicali e subtropicali | Foreste montane Chin Hills-Arakan Yoma                                    | IM0109     | Birmania |
| Indomalese    | Foreste pluviali di latifoglie tropicali e subtropicali | Foreste tropicali delle isole Christmas e Cocos                           | IM0110     | Isola di Natale, Isole Cocos |
| Indomalese    | Foreste pluviali di latifoglie tropicali e subtropicali | Foreste pluviali montane di Giava orientale-Bali                          | IM0112     | Indonesia |
| Indomalese    | Foreste pluviali di latifoglie tropicali e subtropicali | Foreste pluviali di Giava orientale-Bali                                  | IM0113     | Indonesia |
| Indomalese    | Foreste pluviali di latifoglie tropicali e subtropicali | Foreste decidue umide degli altopiani orientali                           | IM0111     | India |
| Indomalese    | Foreste pluviali di latifoglie tropicali e subtropicali | Foreste pluviali di Negros-Panay                                          | IM0114     | Filippine |
| Indomalese    | Foreste pluviali di latifoglie tropicali e subtropicali | Foreste pluviali monsoniche di Hainan                                     | IM0169     | Cina |
| Indomalese    | Foreste pluviali di latifoglie tropicali e subtropicali | Foreste subtropicali delle isole Nansei                                   | IM0170     | Giappone |
| Indomalese    | Foreste pluviali di latifoglie tropicali e subtropicali | Foreste di latifoglie subtropicali dell'Himalaya                          | IM0115     | Bhutan, India, Nepal |
| Indomalese    | Foreste pluviali di latifoglie tropicali e subtropicali | Foreste paludose dell'Irrawaddy                                           | IM0116     | Birmania |
| Indomalese    | Foreste pluviali di latifoglie tropicali e subtropicali | Foreste decidue umide dell'Irrawaddy                                      | IM0117     | Birmania |
| Indomalese    | Foreste pluviali di latifoglie tropicali e subtropicali | Foreste sempreverdi subtropicali del Jiangnan                             | IM0118     | Cina |
| Indomalese    | Foreste pluviali di latifoglie tropicali e subtropicali | Foreste pluviali montane Kayah-Karen                                      | IM0119     | Birmania, Thailandia |
| Indomalese    | Foreste pluviali di latifoglie tropicali e subtropicali | Foreste decidue umide delle pianure del basso Gange                       | IM0120     | Bangladesh, India, Nepal |
| Indomalese    | Foreste pluviali di latifoglie tropicali e subtropicali | Foreste pluviali montane di Luang Prabang                                 | IM0121     | Laos, Thailandia, Vietnam |
| Indomalese    | Foreste pluviali di latifoglie tropicali e subtropicali | Foreste pluviali montane di Luzon                                         | IM0122     | Filippine |
| Indomalese    | Foreste pluviali di latifoglie tropicali e subtropicali | Foreste pluviali di Luzon                                                 | IM0123     | Filippine |
| Indomalese    | Foreste pluviali di latifoglie tropicali e subtropicali | Foreste umide della costa del Malabar                                     | IM0124     | India |
| Indomalese    | Foreste pluviali di latifoglie tropicali e subtropicali | Foreste umide tropicali delle isole Maldive-Laccadive-Chagos              | IM0125     | India, Maldive |
| Indomalese    | Foreste pluviali di latifoglie tropicali e subtropicali | Foreste subtropicali del Meghalaya                                        | IM0126     | India |
| Indomalese    | Foreste pluviali di latifoglie tropicali e subtropicali | Foreste pluviali delle Mentawai                                           | IM0127     | Indonesia |
| Indomalese    | Foreste pluviali di latifoglie tropicali e subtropicali | Foreste pluviali montane di Mindanao                                      | IM0128     | Filippine |
| Indomalese    | Foreste pluviali di latifoglie tropicali e subtropicali | Foreste pluviali di Mindanao-Visayas orientali                            | IM0129     | Filippine |
| Indomalese    | Foreste pluviali di latifoglie tropicali e subtropicali | Foreste pluviali di Mindoro                                               | IM0130     | Filippine |
| Indomalese    | Foreste pluviali di latifoglie tropicali e subtropicali | Foreste pluviali di Mizoram-Manipur-Kachin                                | IM0131     | Bangladesh, Birmania, India |
| Indomalese    | Foreste pluviali di latifoglie tropicali e subtropicali | Foreste pluviali costiere del Myanmar                                     | IM0132     | Birmania |
| Indomalese    | Foreste pluviali di latifoglie tropicali e subtropicali | Foreste pluviali delle isole Nicobare                                     | IM0133     | India |
| Indomalese    | Foreste pluviali di latifoglie tropicali e subtropicali | Foreste decidue umide dei Ghati Occidentali settentrionali                | IM0134     | India |
| Indomalese    | Foreste pluviali di latifoglie tropicali e subtropicali | Foreste pluviali montane dei Ghati Occidentali settentrionali             | IM0135     | India |
| Indomalese    | Foreste pluviali di latifoglie tropicali e subtropicali | Foreste pluviali della Cordigliera Annamita settentrionale                | IM0136     | Laos, Vietnam |
| Indomalese    | Foreste pluviali di latifoglie tropicali e subtropicali | Foreste subtropicali dell'Indocina settentrionale                         | IM0137     | Birmania, Cina, Laos, Thailandia, Vietnam                                                                                                   |
| Indomalese    | Foreste pluviali di latifoglie tropicali e subtropicali | Foreste decidue umide dell'altopiano di Khorat settentrionale             | IM0138     | Laos, Thailandia |
| Indomalese    | Foreste pluviali di latifoglie tropicali e subtropicali | Foreste decidue umide Thailandia settentrionale-Laos                      | IM0139     | Laos, Thailandia |
| Indomalese    | Foreste pluviali di latifoglie tropicali e subtropicali | Foreste subtropicali del Triangolo d'Oro settentrionale                   | IM0140     | Birmania |
| Indomalese    | Foreste pluviali di latifoglie tropicali e subtropicali | Foreste pluviali di pianura del Vietnam settentrionale                    | IM0141     | Vietnam |
| Indomalese    | Foreste pluviali di latifoglie tropicali e subtropicali | Foreste semi-sempreverdi dell'Orissa                                      | IM0142     | India |
| Indomalese    | Foreste pluviali di latifoglie tropicali e subtropicali | Foreste pluviali di Palawan                                               | IM0143     | Filippine |
| Indomalese    | Foreste pluviali di latifoglie tropicali e subtropicali | Foreste pluviali montane della penisola malese                            | IM0144     | Malaysia, Thailandia |
| Indomalese    | Foreste pluviali di latifoglie tropicali e subtropicali | Foreste paludose a torbiera della penisola malese                         | IM0145     | Malaysia |
| Indomalese    | Foreste pluviali di latifoglie tropicali e subtropicali | Foreste pluviali della penisola malese                                    | IM0146     | Indonesia, Malaysia, Singapore, Thailandia                                                                                                  |
| Indomalese    | Foreste pluviali di latifoglie tropicali e subtropicali | Foreste paludose del Fiume Rosso                                          | IM0147     | Vietnam |
| Indomalese    | Foreste pluviali di latifoglie tropicali e subtropicali | Isole del mar Cinese Meridionale                                          | IM0148     | Cina, Filippine, Malaysia, Taiwan, Vietnam                                                                                                  |
| Indomalese    | Foreste pluviali di latifoglie tropicali e subtropicali | Foreste sempreverdi subtropicali Cina meridionale-Vietnam                 | IM0149     | Cina, Vietnam |
| Indomalese    | Foreste pluviali di latifoglie tropicali e subtropicali | Foreste pluviali monsoniche di Taiwan meridionale                         | IM0171     | Taiwan |
| Indomalese    | Foreste pluviali di latifoglie tropicali e subtropicali | Foreste decidue umide dei Ghati Occidentali meridionali                   | IM0150     | India |
| Indomalese    | Foreste pluviali di latifoglie tropicali e subtropicali | Foreste pluviali montane dei Ghati Occidentali meridionali                | IM0151     | India |
| Indomalese    | Foreste pluviali di latifoglie tropicali e subtropicali | Foreste pluviali montane della Cordigliera Annamita meridionale           | IM0152     | Cambogia, Laos, Vietnam |
| Indomalese    | Foreste pluviali di latifoglie tropicali e subtropicali | Foreste paludose del Borneo sud-occidentale                               | IM0153     | Indonesia |
| Indomalese    | Foreste pluviali di latifoglie tropicali e subtropicali | Forete pluviali di pianura di Sri Lanka                                   | IM0154     | Sri Lanka |
| Indomalese    | Foreste pluviali di latifoglie tropicali e subtropicali | Foreste pluviali montane di Sri Lanka                                     | IM0155     | Sri Lanka |
| Indomalese    | Foreste pluviali di latifoglie tropicali e subtropicali | Foreste pluviali delle isole Sulu                                         | IM0156     | Filippine |
| Indomalese    | Foreste pluviali di latifoglie tropicali e subtropicali | Foreste paludose di Sumatra                                               | IM0157     | Indonesia |
| Indomalese    | Foreste pluviali di latifoglie tropicali e subtropicali | Foreste pluviali di pianura di Sumatra                                    | IM0158     | Indonesia |
| Indomalese    | Foreste pluviali di latifoglie tropicali e subtropicali | Foreste pluviali montane di Sumatra                                       | IM0159     | Indonesia |
| Indomalese    | Foreste pluviali di latifoglie tropicali e subtropicali | Foreste paludose a torbiera di Sumatra                                    | IM0160     | Indonesia |
| Indomalese    | Foreste pluviali di latifoglie tropicali e subtropicali | Brughiere della Sonda                                                     | IM0161     | Indonesia, Malaysia |
| Indomalese    | Foreste pluviali di latifoglie tropicali e subtropicali | Foreste paludose delle Sundarbans                                         | IM0162     | Bangladesh, India |
| Indomalese    | Foreste pluviali di latifoglie tropicali e subtropicali | Foreste sempreverdi subtropicali di Taiwan                                | IM0172     | Taiwan |
| Indomalese    | Foreste pluviali di latifoglie tropicali e subtropicali | Foreste pluviali semi-sempreverdi Tenasserim-Thailandia meridionale       | IM0163     | Birmania, Malaysia, Thailandia |
| Indomalese    | Foreste pluviali di latifoglie tropicali e subtropicali | Foreste paludose del Tonlé Sap                                            | IM0164     | Cambogia, Vietnam |
| Indomalese    | Foreste pluviali di latifoglie tropicali e subtropicali | Foreste paludose a torbiera Tonlé Sap-Mekong                              | IM0165     | Cambogia, Vietnam |
| Indomalese    | Foreste pluviali di latifoglie tropicali e subtropicali | Foreste decidue umide delle pianure dell'alto Gange                       | IM0166     | India |
| Indomalese    | Foreste pluviali di latifoglie tropicali e subtropicali | Foreste pluviali montane di Giava occidentale                             | IM0167     | Indonesia |
| Indomalese    | Foreste pluviali di latifoglie tropicali e subtropicali | Foreste pluviali di Giava occidentale                                     | IM0168     | Indonesia |
| Indomalese    | Foreste secche di latifoglie tropicali e subtropicali   | Foresta decidua secca dell'altopiano del Deccan centrale                  | IM0201     | India |
| Indomalese    | Foreste secche di latifoglie tropicali e subtropicali   | Foreste secche dell'Indocina centrale                                     | IM0202     | Cambogia, Laos, Thailandia, Vietnam |
| Indomalese    | Foreste secche di latifoglie tropicali e subtropicali   | Foreste decidue secche del Chhota-Nagpur                                  | IM0203     | India |
| Indomalese    | Foreste secche di latifoglie tropicali e subtropicali   | Foreste sempreverdi secche dell'altopiano del Deccan orientale            | IM0204     | India |
| Indomalese    | Foreste secche di latifoglie tropicali e subtropicali   | Foreste secche dell'Irrawaddy                                             | IM0205     | Birmania |
| Indomalese    | Foreste secche di latifoglie tropicali e subtropicali   | Foreste decidue secche del Kathiawar-Gir                                  | IM0206     | India |
| Indomalese    | Foreste secche di latifoglie tropicali e subtropicali   | Foreste decidue secche della valle del Narmada                            | IM0207     | India |
| Indomalese    | Foreste secche di latifoglie tropicali e subtropicali   | Foreste decidue secche settentrionali                                     | IM0208     | India |
| Indomalese    | Foreste secche di latifoglie tropicali e subtropicali   | Foreste decidue secche dell'altopiano del Deccan meridionale              | IM0209     | India |
| Indomalese    | Foreste secche di latifoglie tropicali e subtropicali   | Foreste sempreverdi secche dell'Indocina sud-orientale                    | IM0210     | Cambogia, Laos, Thailandia, Vietnam |
| Indomalese    | Foreste secche di latifoglie tropicali e subtropicali   | Foreste secche di pianura del Vietnam meridionale                         | IM0211     | Vietnam |
| Indomalese    | Foreste secche di latifoglie tropicali e subtropicali   | Foreste sempreverdi secche delle zone aride dello Sri Lanka               | IM0212     | Sri Lanka |
| Indomalese    | Foreste di conifere tropicali e subtropicali            | Pineta subtropicale dell'Himalaya                                         | IM0301     | Bhutan, India, Nepal, Pakistan |
| Indomalese    | Foreste di conifere tropicali e subtropicali            | Pineta tropicale di Luzon                                                 | IM0302     | Filippine |
| Indomalese    | Foreste di conifere tropicali e subtropicali            | Pineta dell'India nord-orientale e Birmania                               | IM0303     | Birmania, India |
| Indomalese    | Foreste di conifere tropicali e subtropicali            | Pineta tropicale di Sumatra                                               | IM0304     | Indonesia |
| Indomalese    | Foreste di latifoglie e foreste miste temperate         | Foreste di latifoglie dell'Himalaya orientale                             | IM0401     | Bhutan, India, Nepal |
| Indomalese    | Foreste di latifoglie e foreste miste temperate         | Foreste temperate del Triangolo d'Oro settentrionale                      | IM0402     | Birmania |
| Indomalese    | Foreste di latifoglie e foreste miste temperate         | Foreste di latifoglie dell'Himalaya occidentale                           | IM0403     | India, Nepal, Pakistan |
| Indomalese    | Foreste di conifere temperate                           | Foreste di conifere subalpine dell'Himalaya occidentale                   | IM0501     | Afghanistan, India, Nepal, Pakistan |
| Indomalese    | Foreste di conifere temperate                           | Foreste di conifere subalpine dell'Himalaya orientale                     | IM0502     | Bhutan, Cina, India, Nepal |
| Indomalese    | Praterie, savane e macchie tropicali e subtropicali     | Savane e praterie del Terai-Duar                                          | IM0701     | Bhutan, India, Nepal |
| Indomalese    | Praterie e savane inondabili                            | Aree umide stagionali del Rann di Kutch                                   | IM0901     | India, Pakistan |
| Indomalese    | Praterie e boscaglie montane                            | Prati alpini del monte Kinabalu                                           | IM1001     | Malaysia |
| Indomalese    | Deserti e macchia xerofila                              | Foreste spinose del Deccan                                                | IM1301     | India, Sri Lanka |
| Indomalese    | Deserti e macchia xerofila                              | Deserto della valle dell'Indo                                             | IM1302     | Pakistan |
| Indomalese    | Deserti e macchia xerofila                              | Foreste spinose nord-occidentali                                          | IM1303     | India, Pakistan |
| Indomalese    | Deserti e macchia xerofila                              | Deserto del Thar                                                          | IM1304     | India, Pakistan |
| Indomalese    | Mangrovie                                               | Mangrovie di Godavari-Krishna                                             | IM1401     | India |
| Indomalese    | Mangrovie                                               | Mangrovie dell'Indocina                                                   | IM1402     | Cambogia, Thailandia, Vietnam |
| Indomalese    | Mangrovie                                               | Mangrovie del delta dell'Indo e del mar Arabico                           | IM1403     | India, Pakistan |
| Indomalese    | Mangrovie                                               | Mangrovie costiere della Birmania                                         | IM1404     | Birmania, Malaysia, Thailandia |
| Indomalese    | Mangrovie                                               | Mangrovie delle isole della Sonda                                         | IM1405     | Brunei, Indonesia, Malaysia |
| Indomalese    | Mangrovie                                               | Mangrovie delle Sundarbans                                                | IM1406     | Bangladesh, India |
| Neartica      | Foreste secche di latifoglie tropicali e subtropicali   | Foreste secche subtropicali Sonora-Sinaloa                                | NA0201     | Messico |
| Neartica      | Foreste di conifere tropicali e subtropicali            | Foreste di conifere subtropicali di Bermuda                               | NA0301     | Bermuda |
| Neartica      | Foreste di conifere tropicali e subtropicali            | Foresta di pino e quercia della Sierra Madre occidentale                  | NA0302     | Messico, Stati Uniti d'America |
| Neartica      | Foreste di conifere tropicali e subtropicali            | Foresta di pino e quercia della Sierra Madre orientale                    | NA0303     | Messico, Stati Uniti d'America |
| Neartica      | Foreste di latifoglie e foreste miste temperate         | Foreste degli altopiani degli Allegheny                                   | NA0401     | Stati Uniti d'America |
| Neartica      | Foreste di latifoglie e foreste miste temperate         | Foresta mesofita mista degli Appalachi                                    | NA0402     | Stati Uniti d'America |
| Neartica      | Foreste di latifoglie e foreste miste temperate         | Foresta delle Blue Ridge Mountains                                        | NA0403     | Stati Uniti d'America |
| Neartica      | Foreste di latifoglie e foreste miste temperate         | Foreste di legno duro degli Stati uniti centrali                          | NA0404     | Stati Uniti d'America |
| Neartica      | Foreste di latifoglie e foreste miste temperate         | Foreste del Texas centro-orientale                                        | NA0405     | Stati Uniti d'America |
| Neartica      | Foreste di latifoglie e foreste miste temperate         | Zona di transizione foreste-boreale orientale                             | NA0406     | Canada, Stati Uniti d'America |
| Neartica      | Foreste di latifoglie e foreste miste temperate         | Foreste dei bassopiani dei Grandi laghi orientali                         | NA0407     | Canada, Stati Uniti d'America |
| Neartica      | Foreste di latifoglie e foreste miste temperate         | Foreste dei bassopiani del golfo di San Lorenzo                           | NA0408     | Canada |
| Neartica      | Foreste di latifoglie e foreste miste temperate         | Foreste dei bassopiani del Mississippi                                    | NA0409     | Stati Uniti d'America |
| Neartica      | Foreste di latifoglie e foreste miste temperate         | Foreste del New England-Acadia                                            | NA0410     | Canada, Stati Uniti d'America |
| Neartica      | Foreste di latifoglie e foreste miste temperate         | Foreste costiere nord-orientali                                           | NA0411     | Stati Uniti d'America |
| Neartica      | Foreste di latifoglie e foreste miste temperate         | Foreste dei monti Ozark                                                   | NA0412     | Stati Uniti d'America |
| Neartica      | Foreste di latifoglie e foreste miste temperate         | Foreste miste sud-orientali                                               | NA0413     | Stati Uniti d'America |
| Neartica      | Foreste di latifoglie e foreste miste temperate         | Foreste dei Grandi laghi meridionali                                      | NA0414     | Canada, Stati Uniti d'America |
| Neartica      | Foreste di latifoglie e foreste miste temperate         | Zona di transizione foresta-savana dell'Upper Midwest                     | NA0415     | Stati Uniti d'America |
| Neartica      | Foreste di latifoglie e foreste miste temperate         | Foreste dei Grandi laghi occidentali                                      | NA0416     | Canada, Stati Uniti d'America |
| Neartica      | Foreste di latifoglie e foreste miste temperate         | Foreste della valle del Willamette                                        | NA0417     | Stati Uniti d'America |
| Neartica      | Foreste di conifere temperate                           | Foreste delle montagne dell'Alberta                                       | NA0501     | Canada |
| Neartica      | Foreste di conifere temperate                           | Foreste pedemontane dell'Alberta-Columbia Britannica                      | NA0502     | Canada |
| Neartica      | Foreste di conifere temperate                           | Foreste delle montagne dell'Arizona                                       | NA0503     | Stati Uniti d'America |
| Neartica      | Foreste di conifere temperate                           | Pinete della costa atlantica                                              | NA0504     | Stati Uniti d'America |
| Neartica      | Foreste di conifere temperate                           | Foreste delle Blue Mountains                                              | NA0505     | Stati Uniti d'America |
| Neartica      | Foreste di conifere temperate                           | Foresta costiera di terraferma della Columbia Britannica                  | NA0506     | Canada, Stati Uniti d'America |
| Neartica      | Foreste di conifere temperate                           | Foreste sottovento della catena delle Cascate                             | NA0507     | Canada, Stati Uniti d'America |
| Neartica      | Foreste di conifere temperate                           | Foreste della catena delle Cascate centrale e meridionale                 | NA0508     | Stati Uniti d'America |
| Neartica      | Foreste di conifere temperate                           | Foreste dei monti della Columbia Britannica centrale                      | NA0509     | Canada |
| Neartica      | Foreste di conifere temperate                           | Foreste costiere della regione pacifica centrale                          | NA0510     | Canada, Stati Uniti d'America |
| Neartica      | Foreste di conifere temperate                           | Foreste delle Montagne Rocciose del Colorado                              | NA0511     | Stati Uniti d'America |
| Neartica      | Foreste di conifere temperate                           | Foreste della catena delle Cascate orientale                              | NA0512     | Stati Uniti d'America |
| Neartica      | Foreste di conifere temperate                           | Macchia di ''Pinus clausa'' della Florida                                 | NA0513     | Stati Uniti d'America |
| Neartica      | Foreste di conifere temperate                           | Regione dell'altopiano e del bacino del Fraser                            | NA0514     | Canada |
| Neartica      | Foreste di conifere temperate                           | Foreste montane del Gran Bacino                                           | NA0515     | Stati Uniti d'America |
| Neartica      | Foreste di conifere temperate                           | Foreste del Klamath-Siskiyou                                              | NA0516     | Stati Uniti d'America |
| Neartica      | Foreste di conifere temperate                           | Foreste costiere del Middle Atlantic                                      | NA0517     | Stati Uniti d'America |
| Neartica      | Foreste di conifere temperate                           | Foreste delle Montagne Rocciose settentrionali e centrali                 | NA0518     | Canada, Stati Uniti d'America |
| Neartica      | Foreste di conifere temperate                           | Foreste costiere della California settentrionale                          | NA0519     | Stati Uniti d'America |
| Neartica      | Foreste di conifere temperate                           | Foreste costiere del Pacifico settentrionale americano                    | NA0520     | Stati Uniti d'America |
| Neartica      | Foreste di conifere temperate                           | Foreste canadesi alpine di transizione settentrionali                     | NA0521     | Canada |
| Neartica      | Foreste di conifere temperate                           | Foreste secche di Okanogan                                                | NA0522     | Canada, Stati Uniti d'America |
| Neartica      | Foreste di conifere temperate                           | Foreste di Piney Woods                                                    | NA0523     | Stati Uniti d'America |
| Neartica      | Foreste di conifere temperate                           | Foreste delle terre basse di Puget                                        | NA0524     | Canada, Stati Uniti d'America |
| Neartica      | Foreste di conifere temperate                           | Isole della Regina Carlotta                                               | NA0525     | Canada |
| Neartica      | Foreste di conifere temperate                           | Foresta di pino e quercia della Sierra Juarez e di San Pedro Martir       | NA0526     | Messico |
| Neartica      | Foreste di conifere temperate                           | Foreste della Sierra Nevada                                               | NA0527     | Stati Uniti d'America |
| Neartica      | Foreste di conifere temperate                           | Foreste delle Montagne Rocciose centro-meridionali                        | NA0528     | Stati Uniti d'America |
| Neartica      | Foreste di conifere temperate                           | Foreste di conifere sud-orientali                                         | NA0529     | Stati Uniti d'America |
| Neartica      | Foreste di conifere temperate                           | Foreste montane di Wasatch e Uinta                                        | NA0530     | Stati Uniti d'America |
| Neartica      | Foreste boreali/Taiga                                   | Taiga montana della penisola d'Alaska                                     | NA0601     | Stati Uniti d'America |
| Neartica      | Foreste boreali/Taiga                                   | Foreste dello scudo canadese centrale                                     | NA0602     | Canada |
| Neartica      | Foreste boreali/Taiga                                   | Taiga della baia di Cook                                                  | NA0603     | Stati Uniti d'America |
| Neartica      | Foreste boreali/Taiga                                   | Taiga dell'altopiano del Copper                                           | NA0604     | Stati Uniti d'America |
| Neartica      | Foreste boreali/Taiga                                   | Foreste del Canada orientale                                              | NA0605     | Canada |
| Neartica      | Foreste boreali/Taiga                                   | Taiga dello scudo canadese orientale                                      | NA0606     | Canada |
| Neartica      | Foreste boreali/Taiga                                   | Taiga di pianura Yukon-interno dell'Alaska                                | NA0607     | Canada, Stati Uniti d'America |
| Neartica      | Foreste boreali/Taiga                                   | Foreste del Canada centrale                                               | NA0608     | Canada |
| Neartica      | Foreste boreali/Taiga                                   | Foreste dello scudo canadese centro-occidentale                           | NA0609     | Canada |
| Neartica      | Foreste boreali/Taiga                                   | Foreste Muskwa-Gran Lago degli Schiavi                                    | NA0610     | Canada |
| Neartica      | Foreste boreali/Taiga                                   | Foreste dell'altopiano di Terranova                                       | NA0611     | Canada |
| Neartica      | Foreste boreali/Taiga                                   | Taiga dello scudo canadese settentrionale                                 | NA0612     | Canada |
| Neartica      | Foreste boreali/Taiga                                   | Foreste delle Montagne Rocciose settentrionali                            | NA0613     | Canada |
| Neartica      | Foreste boreali/Taiga                                   | Taiga dei Territori del Nord-Ovest                                        | NA0614     | Canada |
| Neartica      | Foreste boreali/Taiga                                   | Lande oceaniche del sud di Avalon e di Burin                              | NA0615     | Canada |
| Neartica      | Foreste boreali/Taiga                                   | Taiga della baia di Hudson meridionale                                    | NA0616     | Canada |
| Neartica      | Foreste boreali/Taiga                                   | Foreste secche dell'interno dello Yukon                                   | NA0617     | Canada |
| Neartica      | Praterie, savane e macchie tropicali e subtropicali     | Prateria costiera occidentale del golfo del Messico                       | NA0701     | Messico, Stati Uniti d'America |
| Neartica      | Praterie, savane e macchie temperate                    | Praterie della valle centrale californiana                                | NA0801     | Stati Uniti d'America |
| Neartica      | Praterie, savane e macchie temperate                    | Parchi e foreste di Pioppo canadese                                       | NA0802     | Canada, Stati Uniti d'America |
| Neartica      | Praterie, savane e macchie temperate                    | Praterie miste degli Stati uniti centrali e meridionali                   | NA0803     | Stati Uniti d'America |
| Neartica      | Praterie, savane e macchie temperate                    | Zona di transizione foresta-prateria centrale                             | NA0804     | Stati Uniti d'America |
| Neartica      | Praterie, savane e macchie temperate                    | Praterie alte centrali                                                    | NA0805     | Stati Uniti d'America |
| Neartica      | Praterie, savane e macchie temperate                    | Savana dell'altopiano di Edwards                                          | NA0806     | Stati Uniti d'America |
| Neartica      | Praterie, savane e macchie temperate                    | Praterie alte delle colline Flint                                         | NA0807     | Stati Uniti d'America |
| Neartica      | Praterie, savane e macchie temperate                    | Praterie di valle e pedemontane del Montana                               | NA0808     | Canada, Stati Uniti d'America |
| Neartica      | Praterie, savane e macchie temperate                    | Praterie miste delle Sand Hills del Nebraska                              | NA0809     | Stati Uniti d'America |
| Neartica      | Praterie, savane e macchie temperate                    | Praterie miste settentrionali                                             | NA0810     | Canada, Stati Uniti d'America |
| Neartica      | Praterie, savane e macchie temperate                    | Praterie basse settentrionali                                             | NA0811     | Canada, Stati Uniti d'America |
| Neartica      | Praterie, savane e macchie temperate                    | Praterie alte settentrionali                                              | NA0812     | Canada, Stati Uniti d'America |
| Neartica      | Praterie, savane e macchie temperate                    | Praterie di Palouse                                                       | NA0813     | Stati Uniti d'America |
| Neartica      | Praterie, savane e macchie temperate                    | Praterie delle terre nere del Texas                                       | NA0814     | Stati Uniti d'America |
| Neartica      | Praterie, savane e macchie temperate                    | Praterie basse occidentali                                                | NA0815     | Stati Uniti d'America |
| Neartica      | Tundra                                                  | Tundra dei monti dell'Alaska-St. Elias                                    | NA1101     | Canada, Stati Uniti d'America |
| Neartica      | Tundra                                                  | Tundra delle Aleutine                                                     | NA1102     | Stati Uniti d'America |
| Neartica      | Tundra                                                  | Tundra costiera dell'Artico                                               | NA1103     | Canada, Stati Uniti d'America |
| Neartica      | Tundra                                                  | Tundra pedemontana dell'Artico                                            | NA1104     | Canada, Stati Uniti d'America |
| Neartica      | Tundra                                                  | Tundra costiera dell'isola di Baffin                                      | NA1105     | Canada |
| Neartica      | Tundra                                                  | Tundra di pianura della Beringia                                          | NA1106     | Stati Uniti d'America |
| Neartica      | Tundra                                                  | Tundra di altopiano della Beringia                                        | NA1107     | Stati Uniti d'America |
| Neartica      | Tundra                                                  | Tundra dei monti Brooks e British                                         | NA1108     | Canada, Stati Uniti d'America |
| Neartica      | Tundra                                                  | Tundra degli altopiani di Davis                                           | NA1109     | Canada |
| Neartica      | Tundra                                                  | Tundra dell'Alto Artico                                                   | NA1110     | Canada |
| Neartica      | Tundra                                                  | Tundra alpina dell'interno dello Yukon e dell'Alaska                      | NA1111     | Canada, Stati Uniti d'America |
| Neartica      | Tundra                                                  | Tundra artica alta di Kalaallit Nunaat                                    | NA1112     | Groenlandia |
| Neartica      | Tundra                                                  | Tundra artica bassa di Kalaallit Nunaat                                   | NA1113     | Groenlandia |
| Neartica      | Tundra                                                  | Tundra del Basso Artico                                                   | NA1114     | Canada |
| Neartica      | Tundra                                                  | Tundra del Medio Artico                                                   | NA1115     | Canada |
| Neartica      | Tundra                                                  | Tundra alpina dei monti Ogilvie e MacKenzie                               | NA1116     | Canada, Stati Uniti d'America |
| Neartica      | Tundra                                                  | Tundra e campi di ghiaccio dei monti della costa pacifica                 | NA1117     | Canada, Stati Uniti d'America |
| Neartica      | Tundra                                                  | Tundra dei monti Torngat                                                  | NA1118     | Canada |
| Neartica      | Foreste, boschi e macchie mediterranee                  | Chaparral e arbusti di ''Salvia'' della costa della California            | NA1201     | Messico, Stati Uniti d'America |
| Neartica      | Foreste, boschi e macchie mediterranee                  | Chaparral e boschi dell'interno della California                          | NA1202     | Stati Uniti d'America |
| Neartica      | Foreste, boschi e macchie mediterranee                  | Chaparral montano e boschi della California                               | NA1203     | Stati Uniti d'America |
| Neartica      | Deserti e macchia xerofila                              | Deserto della Baja California                                             | NA1301     | Messico |
| Neartica      | Deserti e macchia xerofila                              | Matorral del Messico centrale                                             | NA1302     | Messico |
| Neartica      | Deserti e macchia xerofila                              | Deserto di Chihuahua                                                      | NA1303     | Messico, Stati Uniti d'America |
| Neartica      | Deserti e macchia xerofila                              | Arbusteto dell'altopiano del Colorado                                     | NA1304     | Stati Uniti d'America |
| Neartica      | Deserti e macchia xerofila                              | Steppa arbustiva del Gran Bacino                                          | NA1305     | Stati Uniti d'America |
| Neartica      | Deserti e macchia xerofila                              | Macchia xerofila del golfo di California                                  | NA1306     | Messico |
| Neartica      | Deserti e macchia xerofila                              | Matorral della Meseta centrale                                            | NA1307     | Messico |
| Neartica      | Deserti e macchia xerofila                              | Deserto del Mojave                                                        | NA1308     | Stati Uniti d'America |
| Neartica      | Deserti e macchia xerofila                              | Steppa arbustiva dello Snake-Columbia                                     | NA1309     | Stati Uniti d'America |
| Neartica      | Deserti e macchia xerofila                              | Deserto di Sonora                                                         | NA1310     | Messico, Stati Uniti d'America |
| Neartica      | Deserti e macchia xerofila                              | Matorral di Tamaulipan                                                    | NA1311     | Messico |
| Neartica      | Deserti e macchia xerofila                              | Mezquital di Tamaulipan                                                   | NA1312     | Messico, Stati Uniti d'America |
| Neartica      | Deserti e macchia xerofila                              | Steppa arbustiva del bacino del Wyoming                                   | NA1313     | Stati Uniti d'America |
| Neartica      | Mangrovie                                               | Mangrovie del Messico occidentale                                         | NA1401     | Messico |
| Neotropicale  | Foreste pluviali di latifoglie tropicali e subtropicali | Foreste umide di Araucaria                                                | NT0101     | Argentina, Brasile |
| Neotropicale  | Foreste pluviali di latifoglie tropicali e subtropicali | Restinga della costa atlantica brasiliana                                 | NT0102     | Brasile |
| Neotropicale  | Foreste pluviali di latifoglie tropicali e subtropicali | Foresta costiera di Bahia                                                 | NT0103     | Brasile |
| Neotropicale  | Foreste pluviali di latifoglie tropicali e subtropicali | Foreste dell'interno di Bahia                                             | NT0104     | Brasile |
| Neotropicale  | Foreste pluviali di latifoglie tropicali e subtropicali | Yungas boliviane                                                          | NT0105     | Bolivia, Perù |
| Neotropicale  | Foreste pluviali di latifoglie tropicali e subtropicali | Enclave di foresta pluviale della Caatinga                                | NT0106     | Brasile |
| Neotropicale  | Foreste pluviali di latifoglie tropicali e subtropicali | Foreste umide del Caqueta                                                 | NT0107     | Brasile, Colombia |
| Neotropicale  | Foreste pluviali di latifoglie tropicali e subtropicali | Foreste umide di Catatumbo                                                | NT0108     | Colombia, Venezuela |
| Neotropicale  | Foreste pluviali di latifoglie tropicali e subtropicali | Foreste montane della valle del Cauca                                     | NT0109     | Colombia |
| Neotropicale  | Foreste pluviali di latifoglie tropicali e subtropicali | Foreste pluviali delle isole Cayos Miskitos-San Andrés e Providencia      | NT0110     | Nicaragua |
| Neotropicale  | Foreste pluviali di latifoglie tropicali e subtropicali | Foreste pluviali atlantiche dell'America centrale                         | NT0111     | Guatemala, Honduras, Nicaragua |
| Neotropicale  | Foreste pluviali di latifoglie tropicali e subtropicali | Foreste montane dell'America centrale                                     | NT0112     | El Salvador, Guatemala, Honduras, Nicaragua                                                                                                 |
| Neotropicale  | Foreste pluviali di latifoglie tropicali e subtropicali | Foreste montane del Chiapas                                               | NT0113     | Guatemala, Messico |
| Neotropicale  | Foreste pluviali di latifoglie tropicali e subtropicali | Foreste montane del Chimalapas                                            | NT0114     | Messico |
| Neotropicale  | Foreste pluviali di latifoglie tropicali e subtropicali | Foreste pluviali del Chocó-Darién                                         | NT0115     | Colombia, Panama |
| Neotropicale  | Foreste pluviali di latifoglie tropicali e subtropicali | Foreste umide dell'isola del Cocco                                        | NT0116     | Costa Rica |
| Neotropicale  | Foreste pluviali di latifoglie tropicali e subtropicali | Foreste montane della Cordillera della Costa                              | NT0117     | Venezuela |
| Neotropicale  | Foreste pluviali di latifoglie tropicali e subtropicali | Foreste montane della Cordillera Oriental                                 | NT0118     | Colombia, Venezuela |
| Neotropicale  | Foreste pluviali di latifoglie tropicali e subtropicali | Foreste pluviali stagionali della Costa Rica                              | NT0119     | Costa Rica, Nicaragua |
| Neotropicale  | Foreste pluviali di latifoglie tropicali e subtropicali | Foreste pluviali di Cuba                                                  | NT0120     | Cuba |
| Neotropicale  | Foreste pluviali di latifoglie tropicali e subtropicali | Foreste montane della Cordillera real orientale                           | NT0121     | Colombia, Ecuador, Perù |
| Neotropicale  | Foreste pluviali di latifoglie tropicali e subtropicali | Foreste montane di Panama orientale                                       | NT0122     | Colombia, Panama |
| Neotropicale  | Foreste pluviali di latifoglie tropicali e subtropicali | Foreste pluviali di Fernando de Noronha e Atol das Rocas                  | NT0123     | Brasile |
| Neotropicale  | Foreste pluviali di latifoglie tropicali e subtropicali | Foreste pluviali dell'altopiano della Guyana                              | NT0124     | Brasile, Guyana, Guyana francese, Suriname, Venezuela                                                                                       |
| Neotropicale  | Foreste pluviali di latifoglie tropicali e subtropicali | Foreste pluviali della Guyana                                             | NT0125     | Brasile, Guyana, Guyana francese, Suriname, Venezuela                                                                                       |
| Neotropicale  | Foreste pluviali di latifoglie tropicali e subtropicali | Zone umide di Gurupa                                                      | NT0126     | Brasile |
| Neotropicale  | Foreste pluviali di latifoglie tropicali e subtropicali | Foreste pluviali di Hispaniola                                            | NT0127     | Haiti, Repubblica Dominicana |
| Neotropicale  | Foreste pluviali di latifoglie tropicali e subtropicali | Zone umide di Iquitos                                                     | NT0128     | Brasile, Perù |
| Neotropicale  | Foreste pluviali di latifoglie tropicali e subtropicali | Foreste pluviali atlantiche dell'Istmo                                    | NT0129     | Costa Rica, Nicaragua, Panama |
| Neotropicale  | Foreste pluviali di latifoglie tropicali e subtropicali | Foreste pluviali pacifiche dell'Istmo                                     | NT0130     | Panama |
| Neotropicale  | Foreste pluviali di latifoglie tropicali e subtropicali | Foreste umide della Giamaica                                              | NT0131     | Giamaica |
| Neotropicale  | Foreste pluviali di latifoglie tropicali e subtropicali | Foreste pluviali del Japurá-Solimões                                      | NT0132     | Brasile, Colombia |
| Neotropicale  | Foreste pluviali di latifoglie tropicali e subtropicali | Foreste pluviali del Juruá-Purus                                          | NT0133     | Brasile |
| Neotropicale  | Foreste pluviali di latifoglie tropicali e subtropicali | Foreste umide delle isole Sopravento e Sottovento                         | NT0134     | Antigua e Barbuda, Guadalupa, Montserrat, Isole Vergini Americane, Isole Vergini britanniche, Saint Kitts e Nevis                           |
| Neotropicale  | Foreste pluviali di latifoglie tropicali e subtropicali | Foreste umide del Madeira-Tapajós                                         | NT0135     | Bolivia, Brasile |
| Neotropicale  | Foreste pluviali di latifoglie tropicali e subtropicali | Foreste montane della valle del Magdalena                                 | NT0136     | Colombia |
| Neotropicale  | Foreste pluviali di latifoglie tropicali e subtropicali | Foreste pluviale del Magdalena-Urabá                                      | NT0137     | Colombia |
| Neotropicale  | Foreste pluviali di latifoglie tropicali e subtropicali | Zone umide del Marajó                                                     | NT0138     | Brasile |
| Neotropicale  | Foreste pluviali di latifoglie tropicali e subtropicali | Foreste di babaçu del Maranhão                                            | NT0139     | Brasile |
| Neotropicale  | Foreste pluviali di latifoglie tropicali e subtropicali | Foresta secca tropicale del Mato Grosso                                   | NT0140     | Brasile |
| Neotropicale  | Foreste pluviali di latifoglie tropicali e subtropicali | Zone umide del Monte Alegre                                               | NT0141     | Brasile |
| Neotropicale  | Foreste pluviali di latifoglie tropicali e subtropicali | Foreste pluviale del Napo                                                 | NT0142     | Colombia, Ecuador, Perù |
| Neotropicale  | Foreste pluviali di latifoglie tropicali e subtropicali | Foreste pluviale del rio Negro e rio Branco                               | NT0143     | Brasile, Colombia, Venezuela |
| Neotropicale  | Foreste pluviali di latifoglie tropicali e subtropicali | Restinga del Nordest del Brasile                                          | NT0144     | Brasile |
| Neotropicale  | Foreste pluviali di latifoglie tropicali e subtropicali | Foreste montane delle Ande nord-occidentali                               | NT0145     | Colombia, Ecuador |
| Neotropicale  | Foreste pluviali di latifoglie tropicali e subtropicali | Foreste montane di Oaxaca                                                 | NT0146     | Messico |
| Neotropicale  | Foreste pluviali di latifoglie tropicali e subtropicali | Foreste paludose del delta dell'Orinoco                                   | NT0147     | Guyana, Venezuela |
| Neotropicale  | Foreste pluviali di latifoglie tropicali e subtropicali | Paludi di Centla                                                          | NT0148     | Messico |
| Neotropicale  | Foreste pluviali di latifoglie tropicali e subtropicali | Foreste paludose di Paramaribo                                            | NT0149     | Suriname |
| Neotropicale  | Foreste pluviali di latifoglie tropicali e subtropicali | Foreste atlantiche dell'Alto Paraná-Paranaíba                             | NT0150     | Argentina, Brasile, Paraguay |
| Neotropicale  | Foreste pluviali di latifoglie tropicali e subtropicali | Foreste costiere del Pernambuco                                           | NT0151     | Brasile |
| Neotropicale  | Foreste pluviali di latifoglie tropicali e subtropicali | Foreste dell'interno del Pernambuco                                       | NT0152     | Brasile |
| Neotropicale  | Foreste pluviali di latifoglie tropicali e subtropicali | Yungas peruviane                                                          | NT0153     | Perù |
| Neotropicale  | Foreste pluviali di latifoglie tropicali e subtropicali | Foreste pluviali di Petén-Veracruz                                        | NT0154     | Belize, Guatemala, Messico |
| Neotropicale  | Foreste pluviali di latifoglie tropicali e subtropicali | Foreste umide di Porto Rico                                               | NT0155     | Porto Rico |
| Neotropicale  | Foreste pluviali di latifoglie tropicali e subtropicali | Zone umide del Purus                                                      | NT0156     | Brasile, Colombia, Perù |
| Neotropicale  | Foreste pluviali di latifoglie tropicali e subtropicali | Foreste pluviale del Purus-Madeira                                        | NT0157     | Brasile |
| Neotropicale  | Foreste pluviali di latifoglie tropicali e subtropicali | Campinarana del Rio Negro                                                 | NT0158     | Brasile, Colombia, Venezuela |
| Neotropicale  | Foreste pluviali di latifoglie tropicali e subtropicali | Foreste montane di Santa Marta                                            | NT0159     | Colombia |
| Neotropicale  | Foreste pluviali di latifoglie tropicali e subtropicali | Foreste costiere della Serra do Mar                                       | NT0160     | Brasile |
| Neotropicale  | Foreste pluviali di latifoglie tropicali e subtropicali | Sierra dei Tuxtlas                                                        | NT0161     | Messico |
| Neotropicale  | Foreste pluviali di latifoglie tropicali e subtropicali | Foreste pluviali della Sierra Madre del Chiapas                           | NT0162     | Guatemala, Messico |
| Neotropicale  | Foreste pluviali di latifoglie tropicali e subtropicali | Foreste pluviali del Solimões-Japurá                                      | NT0163     | Brasile, Colombia, Perù |
| Neotropicale  | Foreste pluviali di latifoglie tropicali e subtropicali | Rocklands della Forida meridionale                                        | NT0164     | Stati Uniti d'America |
| Neotropicale  | Foreste pluviali di latifoglie tropicali e subtropicali | Yungas delle Ande meridionali                                             | NT0165     | Argentina, Bolivia |
| Neotropicale  | Foreste pluviali di latifoglie tropicali e subtropicali | Foreste umide dell'Amazzonia sud-occidentale                              | NT0166     | Bolivia, Brasile, Perù |
| Neotropicale  | Foreste pluviali di latifoglie tropicali e subtropicali | Foreste montane di Talamanca                                              | NT0167     | Costa Rica, Panama |
| Neotropicale  | Foreste pluviali di latifoglie tropicali e subtropicali | Foreste pluviali del Tapajós-Xingu                                        | NT0168     | Brasile |
| Neotropicale  | Foreste pluviali di latifoglie tropicali e subtropicali | Tepui                                                                     | NT0169     | Brasile, Guyana, Suriname, Venezuela |
| Neotropicale  | Foreste pluviali di latifoglie tropicali e subtropicali | Foreste pluviali del Tocantins e Pindare                                  | NT0170     | Brasile |
| Neotropicale  | Foreste pluviali di latifoglie tropicali e subtropicali | Foreste pluviali di Trinidad e Tobago                                     | NT0171     | Trinidad e Tobago |
| Neotropicale  | Foreste pluviali di latifoglie tropicali e subtropicali | Foreste tropicali delle isole Trinidade e Martin Vaz                      | NT0172     | Brasile |
| Neotropicale  | Foreste pluviali di latifoglie tropicali e subtropicali | Foreste pluviali dello Uatuma-Trombetas                                   | NT0173     | Brasile |
| Neotropicale  | Foreste pluviali di latifoglie tropicali e subtropicali | Foreste pluviali dell'Ucayali                                             | NT0174     | Perù |
| Neotropicale  | Foreste pluviali di latifoglie tropicali e subtropicali | Foreste montane delle Ande venezuelane                                    | NT0175     | Venezuela |
| Neotropicale  | Foreste pluviali di latifoglie tropicali e subtropicali | Foreste pluviali di Veracruz                                              | NT0176     | Messico |
| Neotropicale  | Foreste pluviali di latifoglie tropicali e subtropicali | Foreste montane di Veracruz                                               | NT0177     | Messico |
| Neotropicale  | Foreste pluviali di latifoglie tropicali e subtropicali | Foresta pluviale dell'Ecuador occidentale                                 | NT0178     | Colombia, Ecuador |
| Neotropicale  | Foreste pluviali di latifoglie tropicali e subtropicali | Foreste pluviali delle isole Sopravento                                   | NT0179     | Dominica, Grenada, Martinica, Saint Vincent e Grenadine, Saint Lucia                                                                        |
| Neotropicale  | Foreste pluviali di latifoglie tropicali e subtropicali | Foreste pluviali dello Xingu-Tocantins-Araguaia                           | NT0180     | Brasile |
| Neotropicale  | Foreste pluviali di latifoglie tropicali e subtropicali | Foreste pluviali dello Yucatán                                            | NT0181     | Guatemala, Messico |
| Neotropicale  | Foreste secche di latifoglie tropicali e subtropicali   | Foreste secche di Apure e Villaviciencio                                  | NT0201     | Colombia, Venezuela |
| Neotropicale  | Foreste secche di latifoglie tropicali e subtropicali   | Foreste secche atlantiche                                                 | NT0202     | Brasile |
| Neotropicale  | Foreste secche di latifoglie tropicali e subtropicali   | Foreste secche delle Bahamas                                              | NT0203     | Bahamas, Turks e Caicos |
| Neotropicale  | Foreste secche di latifoglie tropicali e subtropicali   | Foreste secche di Bajio                                                   | NT0204     | Messico |
| Neotropicale  | Foreste secche di latifoglie tropicali e subtropicali   | Foreste secche della valle del Balsas                                     | NT0205     | Messico |
| Neotropicale  | Foreste secche di latifoglie tropicali e subtropicali   | Foreste secche montane boliviane                                          | NT0206     | Bolivia |
| Neotropicale  | Foreste secche di latifoglie tropicali e subtropicali   | Foreste secche della valle di El Cauca                                    | NT0207     | Colombia |
| Neotropicale  | Foreste secche di latifoglie tropicali e subtropicali   | Foreste secche delle Isole Cayman                                         | NT0208     | Isole Cayman |
| Neotropicale  | Foreste secche di latifoglie tropicali e subtropicali   | Foreste secche dell'America centrale                                      | NT0209     | Costa Rica, El Salvador, Guatemala, Honduras, Messico, Nicaragua                                                                            |
| Neotropicale  | Foreste secche di latifoglie tropicali e subtropicali   | Chaco                                                                     | NT0210     | Argentina, Bolivia, Paraguay |
| Neotropicale  | Foreste secche di latifoglie tropicali e subtropicali   | Foreste secche della depressione centrale del Chiapas                     | NT0211     | Guatemala, Messico |
| Neotropicale  | Foreste secche di latifoglie tropicali e subtropicali   | Foreste secche del Chiquitano                                             | NT0212     | Bolivia, Brasile |
| Neotropicale  | Foreste secche di latifoglie tropicali e subtropicali   | Foreste secche di Cuba                                                    | NT0213     | Cuba |
| Neotropicale  | Foreste secche di latifoglie tropicali e subtropicali   | Foreste secche dell'Ecuador                                               | NT0214     | Ecuador |
| Neotropicale  | Foreste secche di latifoglie tropicali e subtropicali   | Foreste secche di Hispaniola                                              | NT0215     | Haiti, Repubblica Dominicana |
| Neotropicale  | Foreste secche di latifoglie tropicali e subtropicali   | Foreste secche delle isole Revillagigedo                                  | NT0216     | Messico |
| Neotropicale  | Foreste secche di latifoglie tropicali e subtropicali   | Foreste secche di Jalisco                                                 | NT0217     | Messico |
| Neotropicale  | Foreste secche di latifoglie tropicali e subtropicali   | Foreste secche della Giamaica                                             | NT0218     | Giamaica |
| Neotropicale  | Foreste secche di latifoglie tropicali e subtropicali   | Foreste secche di Lara-Falcón                                             | NT0219     | Venezuela |
| Neotropicale  | Foreste secche di latifoglie tropicali e subtropicali   | Foreste secche delle Isole Sopravento Settentrionali                      | NT0220     | Anguilla, Antigua e Barbuda, Grenada, Martinica, Montserrat, Saint Kitts e Nevis, Saint Vincent e Grenadine, Saint Lucia, Trinidad e Tobago |
| Neotropicale  | Foreste secche di latifoglie tropicali e subtropicali   | Foreste secche della Valle di Magdalena                                   | NT0221     | Colombia |
| Neotropicale  | Foreste secche di latifoglie tropicali e subtropicali   | Foreste secche di Maracaibo                                               | NT0222     | Venezuela |
| Neotropicale  | Foreste secche di latifoglie tropicali e subtropicali   | Foreste secche di Marañon                                                 | NT0223     | Perù |
| Neotropicale  | Foreste secche di latifoglie tropicali e subtropicali   | Foreste secche panamensi                                                  | NT0224     | Panama |
| Neotropicale  | Foreste secche di latifoglie tropicali e subtropicali   | Foreste secche della valle di Patía                                       | NT0225     | Colombia |
| Neotropicale  | Foreste secche di latifoglie tropicali e subtropicali   | Foreste secche portoricane                                                | NT0226     | Porto Rico |
| Neotropicale  | Foreste secche di latifoglie tropicali e subtropicali   | Foreste secche della Sierra de la Laguna                                  | NT0227     | Messico |
| Neotropicale  | Foreste secche di latifoglie tropicali e subtropicali   | Foreste secche sinaloane                                                  | NT0228     | Messico |
| Neotropicale  | Foreste secche di latifoglie tropicali e subtropicali   | Foreste secche della valle di Sinù                                        | NT0229     | Colombia |
| Neotropicale  | Foreste secche di latifoglie tropicali e subtropicali   | Foreste secche del Pacifico meridionale                                   | NT0230     | Messico |
| Neotropicale  | Foreste secche di latifoglie tropicali e subtropicali   | Foreste secche di Trinidad e Tobago                                       | NT0231     | Trinidad e Tobago |
| Neotropicale  | Foreste secche di latifoglie tropicali e subtropicali   | Foreste secche di Tumbes-Piura                                            | NT0232     | Ecuador, Perù |
| Neotropicale  | Foreste secche di latifoglie tropicali e subtropicali   | Foreste secche di Veracruz                                                | NT0233     | Messico |
| Neotropicale  | Foreste secche di latifoglie tropicali e subtropicali   | Foreste secche delle Isole Sopravento Meridionali                         | NT0234     | Grenada, Martinica, Saint Vincent e Grenadine, Saint Lucia                                                                                  |
| Neotropicale  | Foreste secche di latifoglie tropicali e subtropicali   | Foreste secche dello Yucatan                                              | NT0235     | Messico |
| Neotropicale  | Foreste di conifere tropicali e subtropicali            | Pinete delle Bahamas                                                      | NT0301     | Bahamas, Turks e Caicos |
| Neotropicale  | Foreste di conifere tropicali e subtropicali            | Pineta del Belize                                                         | NT0302     | Belize |
| Neotropicale  | Foreste di conifere tropicali e subtropicali            | Foresta di pino e quercia dell'America centrale                           | NT0303     | El Salvador, Guatemala, Honduras, Messico, Nicaragua                                                                                        |
| Neotropicale  | Foreste di conifere tropicali e subtropicali            | Pineta di Cubas                                                           | NT0304     | Cuba |
| Neotropicale  | Foreste di conifere tropicali e subtropicali            | Pineta di Hispaniola                                                      | NT0305     | Haiti, Repubblica Dominicana |
| Neotropicale  | Foreste di conifere tropicali e subtropicali            | Pineta dei Miskito                                                        | NT0306     | Honduras, Nicaragua |
| Neotropicale  | Foreste di conifere tropicali e subtropicali            | Foresta di pino e quercia della Sierra de la Laguna                       | NT0307     | Messico |
| Neotropicale  | Foreste di conifere tropicali e subtropicali            | Foresta di pino e quercia della Sierra Madre de Oaxaca                    | NT0308     | Messico |
| Neotropicale  | Foreste di conifere tropicali e subtropicali            | Foresta di pino e quercia della Sierra Madre del Sur                      | NT0309     | Messico |
| Neotropicale  | Foreste di conifere tropicali e subtropicali            | Foresta di pino e quercia della fascia vulcanica trans-messicana          | NT0310     | Messico |
| Neotropicale  | Foreste di latifoglie e foreste miste temperate         | Foreste temperate dell'isola di Juan Fernández                            | NT0401     | Cile |
| Neotropicale  | Foreste di latifoglie e foreste miste temperate         | Foreste subpolari di Nothofagus                                           | NT0402     | Argentina, Cile |
| Neotropicale  | Foreste di latifoglie e foreste miste temperate         | Foreste temperate delle isole di San Felix-San Ambrosio                   | NT0403     | Cile |
| Neotropicale  | Foreste di latifoglie e foreste miste temperate         | Foreste temperate valdiviane                                              | NT0404     | Argentina, Cile |
| Neotropicale  | Praterie, savane e macchie tropicali e subtropicali     | Chaco arido                                                               | NT0701     | Argentina |
| Neotropicale  | Praterie, savane e macchie tropicali e subtropicali     | Savana del Benì                                                           | NT0702     | Bolivia |
| Neotropicale  | Praterie, savane e macchie tropicali e subtropicali     | Savana montana dei Campos Rupestres                                       | NT0703     | Brasile |
| Neotropicale  | Praterie, savane e macchie tropicali e subtropicali     | Cerrado                                                                   | NT0704     | Bolivia, Brasile, Paraguay |
| Neotropicale  | Praterie, savane e macchie tropicali e subtropicali     | Arbusti e praterie dell’isola Clipperton                                  | NT0705     | Francia |
| Neotropicale  | Praterie, savane e macchie tropicali e subtropicali     | Savana montana di Cordoba                                                 | NT0706     | Argentina |
| Neotropicale  | Praterie, savane e macchie tropicali e subtropicali     | Savana guyanese                                                           | NT0707     | Brasile, Guyana, Suriname, Venezuela |
| Neotropicale  | Praterie, savane e macchie tropicali e subtropicali     | Chaco umido                                                               | NT0708     | Argentina, Brasile, Paraguay |
| Neotropicale  | Praterie, savane e macchie tropicali e subtropicali     | Llanos                                                                    | NT0709     | Colombia, Venezuela |
| Neotropicale  | Praterie, savane e macchie tropicali e subtropicali     | Savana uruguayana                                                         | NT0710     | Brasile, Uruguay |
| Neotropicale  | Praterie, savane e macchie temperate                    | Espinal argentino                                                         | NT0801     | Argentina |
| Neotropicale  | Praterie, savane e macchie temperate                    | Monte argentino                                                           | NT0802     | Argentina |
| Neotropicale  | Praterie, savane e macchie temperate                    | Pampas umide                                                              | NT0803     | Argentina |
| Neotropicale  | Praterie, savane e macchie temperate                    | Praterie della Patagonia                                                  | NT0804     | Argentina, Cile |
| Neotropicale  | Praterie, savane e macchie temperate                    | Steppe della Patagonia                                                    | NT0805     | Cile |
| Neotropicale  | Praterie, savane e macchie temperate                    | Pampas semi-aride                                                         | NT0806     | Argentina |
| Neotropicale  | Praterie e savane inondabili                            | Aree umide del Messico centrale                                           | NT0901     | Messico |
| Neotropicale  | Praterie e savane inondabili                            | Aree umide di Cuba                                                        | NT0902     | Cuba |
| Neotropicale  | Praterie e savane inondabili                            | Aree umide di Enriquillo                                                  | NT0903     | Repubblica Dominicana |
| Neotropicale  | Praterie e savane inondabili                            | Everglades                                                                | NT0904     | Stati Uniti d'America |
| Neotropicale  | Praterie e savane inondabili                            | Praterie inondabili di Guayaquil                                          | NT0905     | Ecuador |
| Neotropicale  | Praterie e savane inondabili                            | Aree umide dell'Orinoco                                                   | NT0906     | Venezuela |
| Neotropicale  | Praterie e savane inondabili                            | Pantanal                                                                  | NT0907     | Bolivia, Brasile, Paraguay |
| Neotropicale  | Praterie e savane inondabili                            | Savana inondabile del Paraná                                              | NT0908     | Argentina, Paraguay |
| Neotropicale  | Praterie e savane inondabili                            | Savana della mesopotamia del Cono Sud                                     | NT0909     | Argentina |
| Neotropicale  | Praterie e boscaglie montane                            | Puna secca delle Ande Centrali                                            | NT1001     | Argentina, Bolivia, Cile |
| Neotropicale  | Praterie e boscaglie montane                            | Puna delle Ande Centrali                                                  | NT1002     | Argentina, Bolivia, Perù |
| Neotropicale  | Praterie e boscaglie montane                            | Puna umida delle Ande Centrali                                            | NT1003     | Bolivia, Perù |
| Neotropicale  | Praterie e boscaglie montane                            | Páramo della Cordigliera Centrale                                         | NT1004     | Ecuador, Perù |
| Neotropicale  | Praterie e boscaglie montane                            | Páramo della Cordillera di Merida                                         | NT1005     | Venezuela |
| Neotropicale  | Praterie e boscaglie montane                            | Páramo delle Ande settentrionali                                          | NT1006     | Colombia, Ecuador |
| Neotropicale  | Praterie e boscaglie montane                            | Páramo di Santa Marta                                                     | NT1007     | Colombia |
| Neotropicale  | Praterie e boscaglie montane                            | Steppa andina meridionale                                                 | NT1008     | Argentina, Cile |
| Neotropicale  | Praterie e boscaglie montane                            | Zacatonal                                                                 | NT1009     | Messico |
| Neotropicale  | Foreste, boschi e macchie mediterranee                  | Matorral cileno                                                           | NT1201     | Cile |
| Neotropicale  | Deserti e macchia xerofila                              | Macchia xerofila di Araya e Paria                                         | NT1301     | Venezuela |
| Neotropicale  | Deserti e macchia xerofila                              | Macchia a Cactacee di Aruba-Curaçao-Bonaire                               | NT1302     | Aruba, Messico |
| Neotropicale  | Deserti e macchia xerofila                              | Deserto di Atacama                                                        | NT1303     | Cile |
| Neotropicale  | Deserti e macchia xerofila                              | Caatinga                                                                  | NT1304     | Brasile |
| Neotropicale  | Deserti e macchia xerofila                              | Macchia xerofila di Cayman                                                | NT1305     | Isole Cayman |
| Neotropicale  | Deserti e macchia xerofila                              | Macchia a Cactacee di Cuba                                                | NT1306     | Cuba |
| Neotropicale  | Deserti e macchia xerofila                              | Macchia xerofila delle Galápagos                                          | NT1307     | Ecuador |
| Neotropicale  | Deserti e macchia xerofila                              | Macchia xerofila di Guajira-Barranquilla                                  | NT1308     | Colombia, Venezuela |
| Neotropicale  | Deserti e macchia xerofila                              | Arbusteto xerofilo della costa venezuelana                                | NT1309     | Venezuela |
| Neotropicale  | Deserti e macchia xerofila                              | Macchia xerofila delle isole Sopravento settentrionali                    | NT1310     | Anguilla, Antigua e Barbuda, Guadalupa, Isole Vergini Americane, Isole Vergini britanniche, Saint-Barthélemy, Saint Martin                  |
| Neotropicale  | Deserti e macchia xerofila                              | Macchia xerofila di Malpelo                                               | NT1311     | Colombia |
| Neotropicale  | Deserti e macchia xerofila                              | Macchia spinosa della valle di Motagua                                    | NT1312     | Guatemala |
| Neotropicale  | Deserti e macchia xerofila                              | Macchia xerofila di Paraguana                                             | NT1313     | Venezuela |
| Neotropicale  | Deserti e macchia xerofila                              | Macchia xerofila di San Lucas                                             | NT1314     | Messico |
| Neotropicale  | Deserti e macchia xerofila                              | Deserto di Sechura                                                        | NT1315     | Cile, Perù |
| Neotropicale  | Deserti e macchia xerofila                              | Matorral della valle di Tehuacán                                          | NT1316     | Messico |
| Neotropicale  | Deserti e macchia xerofila                              | Macchia xerofila delle isole di Sopravento meridionali                    | NT1317     | Barbados, Dominica, Grenada, Martinica, Saint Lucia, Trinidad e Tobago                                                                      |
| Neotropicale  | Deserti e macchia xerofila                              | Scogli di San Pietro e San Paolo                                          | NT1318     | Brasile |
| Neotropicale  | Mangrovie                                               | Mangrovie di Alvarado                                                     | NT1401     | Messico |
| Neotropicale  | Mangrovie                                               | Mangrovie dell'Amapá                                                      | NT1402     | Brasile |
| Neotropicale  | Mangrovie                                               | Mangrovie delle Bahamas                                                   | NT1403     | Bahamas, Turks e Caicos |
| Neotropicale  | Mangrovie                                               | Mangrovie di Bahia                                                        | NT1404     | Brasile |
| Neotropicale  | Mangrovie                                               | Mangrovie costiere del Belize                                             | NT1405     | Belize, Guatemala |
| Neotropicale  | Mangrovie                                               | Mangrovie della barriera corallina del Belize                             | NT1406     | Belize |
| Neotropicale  | Mangrovie                                               | Mangrovie di Bocas del Toro-San Bastimentos-San Blas                      | NT1407     | Costa Rica, Panama |
| Neotropicale  | Mangrovie                                               | Mangrovie costiere del Venezuela                                          | NT1408     | Aruba, Venezuela |
| Neotropicale  | Mangrovie                                               | Mangrovie della costa pacifica di Colombia e Ecuador                      | NT1409     | Colombia, Ecuador |
| Neotropicale  | Mangrovie                                               | Mangrovie delle Grandi Antille                                            | NT1410     | Cuba, Giamaica, Haiti, Porto Rico, Repubblica Dominicana                                                                                    |
| Neotropicale  | Mangrovie                                               | Mangrovie della Guyana                                                    | NT1411     | Guyana francese, Guyana, Suriname, Venezuela                                                                                                |
| Neotropicale  | Mangrovie                                               | Mangrovie del Golfo di Fonseca                                            | NT1412     | El Salvador, Honduras, Nicaragua |
| Neotropicale  | Mangrovie                                               | Mangrovie del Golfo di Guayaquil-Tumbes                                   | NT1413     | Ecuador, Perù |
| Neotropicale  | Mangrovie                                               | Mangrovie del Golfo di Panama                                             | NT1414     | Panama |
| Neotropicale  | Mangrovie                                               | Mangrovie di Ilha Grande                                                  | NT1415     | Brasile |
| Neotropicale  | Mangrovie                                               | Mangrovie delle Piccole Antille                                           | NT1416     | Antigua e Barbuda, Guadalupa, Martinica, Nicaragua, Saint Lucia                                                                             |
| Neotropicale  | Mangrovie                                               | Mangrovie di Magdalena-Santa Marta                                        | NT1417     | Colombia |
| Neotropicale  | Mangrovie                                               | Mangrovie di Manabí                                                       | NT1418     | Ecuador |
| Neotropicale  | Mangrovie                                               | Mangrovie del Maranhão                                                    | NT1419     | Brasile |
| Neotropicale  | Mangrovie                                               | Mangrovie di Marismas Nacionales-San Blas                                 | NT1420     | Messico |
| Neotropicale  | Mangrovie                                               | Mangrovie di Quintana Roo                                                 | NT1421     | Messico |
| Neotropicale  | Mangrovie                                               | Mangrovie costiere del Pacifico meridionale                               | NT1422     | Messico |
| Neotropicale  | Mangrovie                                               | Mangrovie umide della costa pacifica                                      | NT1423     | Costa Rica, Panama |
| Neotropicale  | Mangrovie                                               | Mangrovie della costa caraibica del Nicaragua-Mosquitia                   | NT1424     | Honduras, Nicaragua |
| Neotropicale  | Mangrovie                                               | Mangrovie costiere del Pacifico settentrionale                            | NT1425     | El Salvador, Nicaragua |
| Neotropicale  | Mangrovie                                               | Mangrovie dell'Honduras settentrionale                                    | NT1426     | Guatemala, Honduras |
| Neotropicale  | Mangrovie                                               | Mangrovie del Pará                                                        | NT1427     | Brasile |
| Neotropicale  | Mangrovie                                               | Mangrovie di Petenes                                                      | NT1428     | Messico |
| Neotropicale  | Mangrovie                                               | Mangrovie del Piura                                                       | NT1429     | Perù |
| Neotropicale  | Mangrovie                                               | Mangrovie del Ría Lagartos                                                | NT1430     | Messico |
| Neotropicale  | Mangrovie                                               | Mangrovie della costa atlantica di Costa Rica e Nicaragua                 | NT1431     | Costa Rica, Nicaragua |
| Neotropicale  | Mangrovie                                               | Mangrovie del Rio Piranhas                                                | NT1432     | Brasile |
| Neotropicale  | Mangrovie                                               | Mangrovie del Rio São Francisco                                           | NT1433     | Brasile |
| Neotropicale  | Mangrovie                                               | Mangrovie della costa pacifica della Costa Rica                           | NT1434     | Costa Rica, Nicaragua |
| Neotropicale  | Mangrovie                                               | Mangrovie della costa pacifica del Chiapas                                | NT1435     | Messico |
| Neotropicale  | Mangrovie                                               | Mangrovie di Trinidad                                                     | NT1436     | Trinidad e Tobago |
| Neotropicale  | Mangrovie                                               | Mangrovie di Usumacinta                                                   | NT1437     | Messico |
| Oceanica      | Foreste pluviali di latifoglie tropicali e subtropicali | Foreste umide tropicali delle Caroline                                    | OC0101     | Micronesia |
| Oceanica      | Foreste pluviali di latifoglie tropicali e subtropicali | Foreste umide tropicali della Polinesia centrale                          | OC0102     | Colombia, Kiribati |
| Oceanica      | Foreste pluviali di latifoglie tropicali e subtropicali | Foreste umide tropicali delle Cook                                        | OC0103     | Isole Cook |
| Oceanica      | Foreste pluviali di latifoglie tropicali e subtropicali | Foreste umde tropicali della Micronesia orientale                         | OC0104     | Isole Marshall, Nauru |
| Oceanica      | Foreste pluviali di latifoglie tropicali e subtropicali | Foreste umide tropicali delle Figi                                        | OC0105     | Figi, Wallis e Futuna |
| Oceanica      | Foreste pluviali di latifoglie tropicali e subtropicali | Foreste umide tropicali delle Hawaii                                      | OC0106     | Stati Uniti d'America |
| Oceanica      | Foreste pluviali di latifoglie tropicali e subtropicali | Foreste umide subtropicali delle Kermadec                                 | OC0107     | Nuova Zelanda |
| Oceanica      | Foreste pluviali di latifoglie tropicali e subtropicali | Foreste umide tropicali delle Marchesi                                    | OC0108     | Polinesia Francese |
| Oceanica      | Foreste pluviali di latifoglie tropicali e subtropicali | Foreste umide subtropicali di Ogasawara                                   | OC0109     | Giappone |
| Oceanica      | Foreste pluviali di latifoglie tropicali e subtropicali | Foreste umide tropicali di Palau                                          | OC0110     | Palau |
| Oceanica      | Foreste pluviali di latifoglie tropicali e subtropicali | Foreste subtropicali di latifoglie di Rapa Nui e Sala-y-Gomez             | OC0111     | Cile |
| Oceanica      | Foreste pluviali di latifoglie tropicali e subtropicali | Foreste umide tropicali delle Samoa                                       | OC0112     | Samoa |
| Oceanica      | Foreste pluviali di latifoglie tropicali e subtropicali | Foreste umide tropicali delle isole della Società                         | OC0113     | Polinesia Francese |
| Oceanica      | Foreste pluviali di latifoglie tropicali e subtropicali | Foreste umide tropicali delle Tonga                                       | OC0114     | Niue, Tonga |
| Oceanica      | Foreste pluviali di latifoglie tropicali e subtropicali | Foreste umide tropicali delle Tuamotu                                     | OC0115     | Polinesia Francese, Pitcairn |
| Oceanica      | Foreste pluviali di latifoglie tropicali e subtropicali | Foreste umide tropicali di Tubuai                                         | OC0116     | Polinesia Francese |
| Oceanica      | Foreste pluviali di latifoglie tropicali e subtropicali | Foreste tropicali umide della Polinesia occidentale                       | OC0117     | Kiribati, Tokelau, Tuvalu |
| Oceanica      | Foreste secche di latifoglie tropicali e subtropicali   | Foreste secche tropicali delle Figi                                       | OC0201     | Figi |
| Oceanica      | Foreste secche di latifoglie tropicali e subtropicali   | Foreste secche tropicali delle Hawaii                                     | OC0202     | Stati Uniti d'America |
| Oceanica      | Foreste secche di latifoglie tropicali e subtropicali   | Foreste secche tropicali delle Marianne                                   | OC0203     | Guam, Isole Marianne Settentrionali |
| Oceanica      | Foreste secche di latifoglie tropicali e subtropicali   | Foreste secche tropicali di Yap                                           | OC0204     | Micronesia |
| Oceanica      | Praterie, savane e macchie tropicali e subtropicali     | Arbusteti tropicali alti delle Hawaii                                     | OC0701     | Stati Uniti d'America |
| Oceanica      | Praterie, savane e macchie tropicali e subtropicali     | Arbusteti tropicali bassi delle Hawaii                                    | OC0702     | Stati Uniti d'America |
| Oceanica      | Praterie, savane e macchie tropicali e subtropicali     | Sterpaglia nordoccidentale delle Hawaii                                   | OC0703     | Stati Uniti d'America |
| Paleartica    | Foreste pluviali di latifoglie tropicali e subtropicali | Foreste miste e di latifoglie dell'altopiano del Guizhou                  | PA0101     | Cina |
| Paleartica    | Foreste pluviali di latifoglie tropicali e subtropicali | Foreste sempreverdi subtropicali dell'altopiano dello Yunnan              | PA0102     | Cina |
| Paleartica    | Foreste di latifoglie e foreste miste temperate         | Foreste montane decidue degli Appennini                                   | PA0401     | Italia |
| Paleartica    | Foreste di latifoglie e foreste miste temperate         | Foreste miste atlantiche                                                  | PA0402     | Belgio, Danimarca, Francia, Germania, Paesi Bassi, Portogallo                                                                               |
| Paleartica    | Foreste di latifoglie e foreste miste temperate         | Foreste miste temperate delle Azzorre                                     | PA0403     | Portogallo |
| Paleartica    | Foreste di latifoglie e foreste miste temperate         | Foreste miste balcaniche                                                  | PA0404     | Albania, Bosnia ed Erzegovina, Bulgaria, Grecia, Macedonia, Montenegro, Romania, Serbia, Turchia                                            |
| Paleartica    | Foreste di latifoglie e foreste miste temperate         | Foreste miste baltiche                                                    | PA0405     | Danimarca, Germania, Polonia, Svezia |
| Paleartica    | Foreste di latifoglie e foreste miste temperate         | Foreste miste cantabriche                                                 | PA0406     | Francia, Portogallo, Spagna |
| Paleartica    | Foreste di latifoglie e foreste miste temperate         | Foreste miste Caspico-ircaniche                                           | PA0407     | Azerbaigian, Iran |
| Paleartica    | Foreste di latifoglie e foreste miste temperate         | Foreste miste caucasiche                                                  | PA0408     | Armenia, Azerbaigian, Georgia, Russia, Turchia                                                                                              |
| Paleartica    | Foreste di latifoglie e foreste miste temperate         | Foreste di latifoglie celtiche                                            | PA0409     | Irlanda, Regno Unito |
| Paleartica    | Foreste di latifoglie e foreste miste temperate         | Foreste decidue dell'Anatolia centrale                                    | PA0410     | Turchia |
| Paleartica    | Foreste di latifoglie e foreste miste temperate         | Foreste miste dell'altopiano del Loess della Cina centrale                | PA0411     | Cina |
| Paleartica    | Foreste di latifoglie e foreste miste temperate         | Foreste miste dell'Europa centrale                                        | PA0412     | Austria, Bielorussia, Germania, Lituania, Moldavia, Polonia, Repubblica Ceca, Romania, Russia, Ucraina                                      |
| Paleartica    | Foreste di latifoglie e foreste miste temperate         | Foreste decidue della Corea centrale                                      | PA0413     | Cina, Corea |
| Paleartica    | Foreste di latifoglie e foreste miste temperate         | Foreste miste dei monti Changbai                                          | PA0414     | Cina |
| Paleartica    | Foreste di latifoglie e foreste miste temperate         | Foreste sempreverdi della pianura del Fiume Azzurro                       | PA0415     | Cina |
| Paleartica    | Foreste di latifoglie e foreste miste temperate         | Complesso forestale submediterraneo della Crimea                          | PA0416     | Russia, Ucraina |
| Paleartica    | Foreste di latifoglie e foreste miste temperate         | Foreste sempreverdi dei monti Daba                                        | PA0417     | Cina |
| Paleartica    | Foreste di latifoglie e foreste miste temperate         | Foreste miste delle Alpi Dinariche                                        | PA0418     | Albania, Bosnia ed Erzegovina, Croazia, Italia, Montenegro, Serbia, Slovenia                                                                |
| Paleartica    | Foreste di latifoglie e foreste miste temperate         | Steppa alberata dell'Europa orientale                                     | PA0419     | Bulgaria, Moldavia, Romania, Russia, Ucraina                                                                                                |
| Paleartica    | Foreste di latifoglie e foreste miste temperate         | Foreste decidue dell'Anatolia orientale                                   | PA0420     | Turchia |
| Paleartica    | Foreste di latifoglie e foreste miste temperate         | Faggete dei bassopiani inglesi                                            | PA0421     | Regno Unito |
| Paleartica    | Foreste di latifoglie e foreste miste temperate         | Foreste di latifoglie del mar Nero orientale e meridionale                | PA0422     | Bulgaria, Georgia, Turchia |
| Paleartica    | Foreste di latifoglie e foreste miste temperate         | Foreste decidue di Hokkaido                                               | PA0423     | Giappone |
| Paleartica    | Foreste di latifoglie e foreste miste temperate         | Foreste miste di pianura del Fiume Giallo                                 | PA0424     | Cina |
| Paleartica    | Foreste di latifoglie e foreste miste temperate         | Foreste sempreverdi di Madera                                             | PA0425     | Portogallo |
| Paleartica    | Foreste di latifoglie e foreste miste temperate         | Foreste miste della Manciuria                                             | PA0426     | Cina, Corea, Russia |
| Paleartica    | Foreste di latifoglie e foreste miste temperate         | Foreste sempreverdi del Nihonkai                                          | PA0427     | Giappone |
| Paleartica    | Foreste di latifoglie e foreste miste temperate         | Foreste montane decidue del Nihonkai                                      | PA0428     | Giappone |
| Paleartica    | Foreste di latifoglie e foreste miste temperate         | Foreste umide miste dell'Atlantico settentrionale                         | PA0429     | Irlanda, Regno Unito |
| Paleartica    | Foreste di latifoglie e foreste miste temperate         | Foreste decidue della pianura della Cina nord-orientale                   | PA0430     | Cina |
| Paleartica    | Foreste di latifoglie e foreste miste temperate         | Foreste miste pannoniche                                                  | PA0431     | Austria, Bosnia ed Erzegovina, Croazia, Repubblica Ceca, Romania, Serbia, Slovacchia, Slovenia, Ucraina, Ungheria                           |
| Paleartica    | Foreste di latifoglie e foreste miste temperate         | Foreste miste del bacino del Po                                           | PA0432     | Italia |
| Paleartica    | Foreste di latifoglie e foreste miste temperate         | Foreste miste e di conifere dei Pirenei                                   | PA0433     | Francia, Spagna |
| Paleartica    | Foreste di latifoglie e foreste miste temperate         | Foreste decidue dei monti Qin Ling                                        | PA0434     | Cina |
| Paleartica    | Foreste di latifoglie e foreste miste temperate         | Foreste montane miste dei Rodopi                                          | PA0435     | Bulgaria, Grecia, Macedonia, Serbia |
| Paleartica    | Foreste di latifoglie e foreste miste temperate         | Foreste miste sarmatiche                                                  | PA0436     | Bielorussia, Estonia, Finlandia, Lettonia, Lituania, Norvegia, Russia, Svezia                                                               |
| Paleartica    | Foreste di latifoglie e foreste miste temperate         | Foreste di latifoglie sempreverdi del bacino del Sichuan                  | PA0437     | Cina |
| Paleartica    | Foreste di latifoglie e foreste miste temperate         | Foreste miste del sud di Sakhalin e delle Curili                          | PA0438     | Giappone, Russia |
| Paleartica    | Foreste di latifoglie e foreste miste temperate         | Foreste sempreverdi della Corea del Sud                                   | PA0439     | Corea |
| Paleartica    | Foreste di latifoglie e foreste miste temperate         | Foreste sempreverdi del Taiheiyo                                          | PA0440     | Giappone |
| Paleartica    | Foreste di latifoglie e foreste miste temperate         | Foreste montane decidue del Taiheiyo                                      | PA0441     | Giappone |
| Paleartica    | Foreste di latifoglie e foreste miste temperate         | Steppa e foreste decidue del bacino del Tarim                             | PA0442     | Cina |
| Paleartica    | Foreste di latifoglie e foreste miste temperate         | Foreste miste e di latifoglie dell'Ussuri                                 | PA0443     | Russia |
| Paleartica    | Foreste di latifoglie e foreste miste temperate         | Foreste miste e di latifoglie della Siberia occidentale                   | PA0444     | Russia |
| Paleartica    | Foreste di latifoglie e foreste miste temperate         | Foreste di latifoglie dell'Europa occidentale                             | PA0445     | Austria, Belgio, Francia, Germania, Polonia, Repubblica Ceca, Svizzera                                                                      |
| Paleartica    | Foreste di latifoglie e foreste miste temperate         | Steppa alberata dei monti Zagros                                          | PA0446     | Iran, Iraq, Turchia |
| Paleartica    | Foreste di conifere temperate                           | Foreste di conifere e foreste miste delle Alpi                            | PA0501     | Austria, Francia, Germania, Italia, Liechtenstein, Slovenia, Svizzera                                                                       |
| Paleartica    | Foreste di conifere temperate                           | Foreste e steppe montane degli Altai                                      | PA0502     | Cina, Kazakistan, Mongolia, Russia |
| Paleartica    | Foreste di conifere temperate                           | Foreste di conifere della Caledonia                                       | PA0503     | Regno Unito |
| Paleartica    | Foreste di conifere temperate                           | Foreste di conifere montane dei Carpazi                                   | PA0504     | Polonia, Repubblica Ceca, Romania, Slovacchia, Ucraina                                                                                      |
| Paleartica    | Foreste di conifere temperate                           | Foreste di conifere dei monti Da Hinggan-Džagdy                           | PA0505     | Cina, Russia |
| Paleartica    | Foreste di conifere temperate                           | Foreste di conifere dei monti afghani orientali                           | PA0506     | Afghanistan, Pakistan |
| Paleartica    | Foreste di conifere temperate                           | Steppe forestali della catena dell'Elburz                                 | PA0507     | Iran |
| Paleartica    | Foreste di conifere temperate                           | Foreste di conifere dei monti Helanshan                                   | PA0508     | Cina |
| Paleartica    | Foreste di conifere temperate                           | Foreste di conifere subalpine dei monti Hengduan                          | PA0509     | Cina |
| Paleartica    | Foreste di conifere temperate                           | Foreste di conifere montane di Hokkaido                                   | PA0510     | Giappone |
| Paleartica    | Foreste di conifere temperate                           | Foreste di conifere alpine di Honshu                                      | PA0511     | Giappone |
| Paleartica    | Foreste di conifere temperate                           | Foreste di conifere dei monti Khangai                                     | PA0512     | Mongolia |
| Paleartica    | Foreste di conifere temperate                           | Foreste di conifere e miste del Mediterraneo                              | PA0513     | Algeria, Marocco, Tunisia |
| Paleartica    | Foreste di conifere temperate                           | Foreste di conifere subalpine dell'Himalaya nord-orientale                | PA0514     | Bhutan, Cina, India |
| Paleartica    | Foreste di conifere temperate                           | Foreste di conifere e decidue dell'Anatolia settentrionale                | PA0515     | Turchia |
| Paleartica    | Foreste di conifere temperate                           | Foreste di conifere e miste della gola di Nujiang Langcang                | PA0516     | Birmania, Cina |
| Paleartica    | Foreste di conifere temperate                           | Foreste di conifere dei monti Qilian                                      | PA0517     | Cina |
| Paleartica    | Foreste di conifere temperate                           | Foreste di conifere di Qionglai-Minshan                                   | PA0518     | Cina |
| Paleartica    | Foreste di conifere temperate                           | Foreste di conifere montane dei Saiani                                    | PA0519     | Mongolia, Russia |
| Paleartica    | Foreste di conifere temperate                           | Foreste di conifere costiere della Scandinavia                            | PA0520     | Norvegia |
| Paleartica    | Foreste di conifere temperate                           | Foreste di conifere del Tian Shan                                         | PA0521     | Cina, Kazakistan, Kirghizistan |
| Paleartica    | Foreste boreali/Taiga                                   | Taiga della Siberia orientale                                             | PA0601     | Russia |
| Paleartica    | Foreste boreali/Taiga                                   | Tundra alpina e foresta di betulle islandese                              | PA0602     | Islanda |
| Paleartica    | Foreste boreali/Taiga                                   | Prati e foreste rade della Kamčatka e delle Curili                        | PA0603     | Russia |
| Paleartica    | Foreste boreali/Taiga                                   | Taiga della Kamčatka                                                      | PA0604     | Russia |
| Paleartica    | Foreste boreali/Taiga                                   | Taiga della Siberia nord-orientale                                        | PA0605     | Russia |
| Paleartica    | Foreste boreali/Taiga                                   | Taiga di Ochotsk e Manciuria                                              | PA0606     | Russia |
| Paleartica    | Foreste boreali/Taiga                                   | Taiga dell'isola di Sachalin                                              | PA0607     | Russia |
| Paleartica    | Foreste boreali/Taiga                                   | Taiga scandinava e russa                                                  | PA0608     | Finlandia, Norvegia, Russia, Svezia |
| Paleartica    | Foreste boreali/Taiga                                   | Foresta di conifere della Transbajkalia                                   | PA0609     | Mongolia, Russia |
| Paleartica    | Foreste boreali/Taiga                                   | Taiga e tundra dei monti Urali                                            | PA0610     | Russia |
| Paleartica    | Foreste boreali/Taiga                                   | Taiga della Siberia occidentale                                           | PA0611     | Russia |
| Paleartica    | Praterie, savane e macchie temperate                    | Steppa degli Alaj-Tian Shan occidentali                                   | PA0801     | Kirghizistan, Russia, Tagikistan, Turkmenistan, Uzbekistan                                                                                  |
| Paleartica    | Praterie, savane e macchie temperate                    | Steppa e semi-deserto degli Altaj                                         | PA0802     | Cina, Kazakistan |
| Paleartica    | Praterie, savane e macchie temperate                    | Steppa dell'Anatolia centrale                                             | PA0803     | Turchia |
| Paleartica    | Praterie, savane e macchie temperate                    | Steppa alberata della Dauria                                              | PA0804     | Cina, Mongolia, Russia |
| Paleartica    | Praterie, savane e macchie temperate                    | Steppa montana dell'Anatolia orientale                                    | PA0805     | Armenia, Georgia, Iran, Turchia |
| Paleartica    | Praterie, savane e macchie temperate                    | Steppa della valle di Emin                                                | PA0806     | Cina, Kazakistan |
| Paleartica    | Praterie, savane e macchie temperate                    | Prateria boreale delle Fær Øer                                            | PA0807     | Isole Faroe |
| Paleartica    | Praterie, savane e macchie temperate                    | Boschi aperti dei Gissar-Alai                                             | PA0808     | Afghanistan, Kirghizistan, Russia, Tagikistan, Uzbekistan                                                                                   |
| Paleartica    | Praterie, savane e macchie temperate                    | Steppa alberata del Kazakistan                                            | PA0809     | Kazakistan, Russia |
| Paleartica    | Praterie, savane e macchie temperate                    | Steppa del Kazakistan                                                     | PA0810     | Kazakistan, Russia |
| Paleartica    | Praterie, savane e macchie temperate                    | Altopiano del Kazakistan                                                  | PA0811     | Kazakistan |
| Paleartica    | Praterie, savane e macchie temperate                    | Steppa medio-orientale                                                    | PA0812     | Giordania, Iraq, Israele, Siria, Turchia |
| Paleartica    | Praterie, savane e macchie temperate                    | Steppa mongolo-manciuriana                                                | PA0813     | Cina, Mongolia, Russia |
| Paleartica    | Praterie, savane e macchie temperate                    | Steppa pontica                                                            | PA0814     | Bulgaria, Kazakistan, Moldavia, Romania, Russia, Ucraina                                                                                    |
| Paleartica    | Praterie, savane e macchie temperate                    | Steppa intermontana dei Saiani                                            | PA0815     | Mongolia, Russia |
| Paleartica    | Praterie, savane e macchie temperate                    | Steppa alberata del Selenga-Orkhon                                        | PA0816     | Mongolia, Russia |
| Paleartica    | Praterie, savane e macchie temperate                    | Steppa alberata della Siberia meridionale                                 | PA0817     | Russia |
| Paleartica    | Praterie, savane e macchie temperate                    | Steppa arida pedemontana del Tien Shan                                    | PA0818     | Cina, Kazakistan, Kirghizistan |
| Paleartica    | Praterie e savane inondabili                            | Steppa erbacea dell'Amur                                                  | PA0901     | Cina, Russia |
| Paleartica    | Praterie e savane inondabili                            | Prato salino del mare di Bohai                                            | PA0902     | Cina |
| Paleartica    | Praterie e savane inondabili                            | Praterie del Nenjiang                                                     | PA0903     | Cina |
| Paleartica    | Praterie e savane inondabili                            | Savana inondabile del delta del Nilo                                      | PA0904     | Egitto |
| Paleartica    | Praterie e savane inondabili                            | Praterie alofile del Sahara                                               | PA0905     | Algeria, Egitto, Libia, Marocco, Mauritania, Sahara occidentale, Tunisia                                                                    |
| Paleartica    | Praterie e savane inondabili                            | Prati boschivi e praterie del lago Chanka e del Suifen                    | PA0907     | Cina, Russia |
| Paleartica    | Praterie e savane inondabili                            | Palude salata alluvionale del Tigri e dell'Eufrate                        | PA0906     | Iran, Iraq |
| Paleartica    | Praterie e savane inondabili                            | Prato salino del mar Giallo                                               | PA0908     | Cina |
| Paleartica    | Praterie e boscaglie montane                            | Prati alpini e tundra dell'Altai                                          | PA1001     | Cina, Kazakistan, Mongolia, Russia |
| Paleartica    | Praterie e boscaglie montane                            | Steppa alpina dell'altopiano centrale del Tibet                           | PA1002     | Cina, India |
| Paleartica    | Praterie e boscaglie montane                            | Prati e arbusteti alpini dell'Himalaya orientale                          | PA1003     | Bhutan, Birmania, Cina, India, Nepal |
| Paleartica    | Praterie e boscaglie montane                            | Prati alpini del Ghorat-Hazarajat                                         | PA1004     | Afghanistan |
| Paleartica    | Praterie e boscaglie montane                            | Prati alpini dell'Hindu Kush                                              | PA1005     | Afghanistan, Pakistan |
| Paleartica    | Praterie e boscaglie montane                            | Steppe alpine del Karakorum-altopiano del Tibet occidentale               | PA1006     | Afghanistan, Cina, India, Pakistan |
| Paleartica    | Praterie e boscaglie montane                            | Prati alpini dei monti Khangai                                            | PA1007     | Mongolia |
| Paleartica    | Praterie e boscaglie montane                            | Steppa alberata e boscaglie del Kopet Dag                                 | PA1008     | Iran, Turkmenistan |
| Paleartica    | Praterie e boscaglie montane                            | Steppa alberata dei monti Kuhrud-Kohbanan                                 | PA1009     | Iran, Pakistan |
| Paleartica    | Praterie e boscaglie montane                            | Steppa a ginepro mediterranea dell'Alto Atlante                           | PA1010     | Marocco |
| Paleartica    | Praterie e boscaglie montane                            | Deserto alpino dell'altopiano del Tibet settentrionale e dei monti Kunlun | PA1011     | Cina |
| Paleartica    | Praterie e boscaglie montane                            | Arbusteti e prati alpini dell'Himalaya nord-occidentale                   | PA1012     | Afghanistan, Cina, India, Pakistan |
| Paleartica    | Praterie e boscaglie montane                            | Steppa dell'altopiano dell'Ordos                                          | PA1013     | Cina |
| Paleartica    | Praterie e boscaglie montane                            | Deserto alpino e tundra del Pamir                                         | PA1014     | Afghanistan, Cina, Kirghizistan, Tagikistan                                                                                                 |
| Paleartica    | Praterie e boscaglie montane                            | Prati subalpini dei monti Qilian                                          | PA1015     | Cina |
| Paleartica    | Praterie e boscaglie montane                            | Prati alpini e tundra dei Saiani                                          | PA1016     | Mongolia, Russia |
| Paleartica    | Praterie e boscaglie montane                            | Arbusteti e prati del Tibet sud-orientale                                 | PA1017     | Cina |
| Paleartica    | Praterie e boscaglie montane                            | Prati alpini dei monti Sulaiman                                           | PA1018     | Cina |
| Paleartica    | Praterie e boscaglie montane                            | Prati e steppa montana del Tien Shan                                      | PA1019     | Afghanistan, Kirghizistan, Pakistan |
| Paleartica    | Praterie e boscaglie montane                            | Prati e arbusteti alpini dell'altopiano del Tibet                         | PA1020     | Cina |
| Paleartica    | Praterie e boscaglie montane                            | Prati e arbusteti alpini dell'Himalaya occidentale                        | PA1021     | Cina, India, Nepal |
| Paleartica    | Praterie e boscaglie montane                            | Steppa arida dello Yarlung Zambo                                          | PA1022     | Cina |
| Paleartica    | Tundra                                                  | Deserto artico                                                            | PA1101     | Russia, Svalbard e Jan Mayen |
| Paleartica    | Tundra                                                  | Tundra di Bering                                                          | PA1102     | Russia |
| Paleartica    | Tundra                                                  | Tundra di montagna Čerskij-Kolyma                                         | PA1103     | Russia |
| Paleartica    | Tundra                                                  | Tundra della penisola dei Ciukci                                          | PA1104     | Russia |
| Paleartica    | Tundra                                                  | Tundra di foresta e di montagna della Kamčatka                            | PA1105     | Russia |
| Paleartica    | Tundra                                                  | Tundra della penisola di Kola                                             | PA1106     | Norvegia, Russia |
| Paleartica    | Tundra                                                  | Tundra costiera della Siberia nord-orientale                              | PA1107     | Russia |
| Paleartica    | Tundra                                                  | Tundra della Russia nord-occidentale e Novaja Zemlja                      | PA1108     | Russia |
| Paleartica    | Tundra                                                  | Deserto artico delle isole della Nuova Siberia                            | PA1109     | Russia |
| Paleartica    | Tundra                                                  | Foreste di betulle e praterie d'altitudine scandinave                     | PA1110     | Finlandia, Norvegia, Svezia |
| Paleartica    | Tundra                                                  | Tundra della Siberia centrale e della penisola del Tajmyr                 | PA1111     | Russia |
| Paleartica    | Tundra                                                  | Tundra di montagna della Dauria                                           | PA1112     | Russia |
| Paleartica    | Tundra                                                  | Deserto artico dell'isola di Wrangel                                      | PA1113     | Russia |
| Paleartica    | Tundra                                                  | Tundra di Jamal-Gyda                                                      | PA1114     | Russia |
| Paleartica    | Foreste, boschi e macchie mediterranee                  | Foreste sclerofille e miste dell'Egeo e della Turchia occidentale         | PA1201     | Albania, Bulgaria, Grecia, Macedonia, Turchia                                                                                               |
| Paleartica    | Foreste, boschi e macchie mediterranee                  | Foreste miste di conifere e decidue dell'Anatolia                         | PA1202     | Turchia |
| Paleartica    | Foreste, boschi e macchie mediterranee                  | Foreste e boschi secchi delle isole Canarie                               | PA1203     | Spagna (Isole Canarie) |
| Paleartica    | Foreste, boschi e macchie mediterranee                  | Foreste montane miste e di latifoglie della Corsica                       | PA1204     | Francia (Corsica) |
| Paleartica    | Foreste, boschi e macchie mediterranee                  | Foresta mediterranea di Creta                                             | PA1205     | Grecia (Creta) |
| Paleartica    | Foreste, boschi e macchie mediterranee                  | Foresta mediterranea di Cipro                                             | PA1206     | Cipro |
| Paleartica    | Foreste, boschi e macchie mediterranee                  | Foreste di conifere, sclerofille e latifoglie del Mediterraneo orientale  | PA1207     | Giordania, Iraq, Israele, Libano, Siria, Turchia                                                                                            |
| Paleartica    | Foreste, boschi e macchie mediterranee                  | Foreste di conifere iberiche                                              | PA1208     | Spagna |
| Paleartica    | Foreste, boschi e macchie mediterranee                  | Foreste decidue e sclerofille iberiche                                    | PA1209     | Portogallo, Spagna |
| Paleartica    | Foreste, boschi e macchie mediterranee                  | Foreste decidue illiriche                                                 | PA1210     | Albania, Bosnia ed Erzegovina, Croazia, Grecia, Italia, Montenegro, Slovenia                                                                |
| Paleartica    | Foreste, boschi e macchie mediterranee                  | Foreste di sclerofille e semidecidue dell'Italia                          | PA1211     | Francia, Italia |
| Paleartica    | Foreste, boschi e macchie mediterranee                  | Boschi secchi mediterranei di Acacia-Argania e macchie di succulente      | PA1212     | Marocco, Sahara Occidentale |
| Paleartica    | Foreste, boschi e macchie mediterranee                  | Steppa arbustiva mediterranea                                             | PA1213     | Algeria, Egitto, Libia, Marocco, Tunisia |
| Paleartica    | Foreste, boschi e macchie mediterranee                  | Boschi e foreste mediterranei                                             | PA1214     | Algeria, Libia, Marocco, Tunisia |
| Paleartica    | Foreste, boschi e macchie mediterranee                  | Foreste mediterranee della Spagna nord-orientale e Francia meridionale    | PA1215     | Francia, Italia, Spagna |
| Paleartica    | Foreste, boschi e macchie mediterranee                  | Foreste montane della penisola iberica nord-occidentale                   | PA1216     | Portogallo, Spagna |
| Paleartica    | Foreste, boschi e macchie mediterranee                  | Foreste miste del Pindo                                                   | PA1217     | Albania, Grecia, Macedonia, Serbia (Kosovo)                                                                                                 |
| Paleartica    | Foreste, boschi e macchie mediterranee                  | Foreste montane miste dell'Appennino meridionale                          | PA1218     | Italia |
| Paleartica    | Foreste, boschi e macchie mediterranee                  | Boschi e arbusteti iberici sud-orientali                                  | PA1219     | Spagna |
| Paleartica    | Foreste, boschi e macchie mediterranee                  | Foreste di conifere e decidue dell'Anatolia meridionale                   | PA1220     | Israele, Libano, Siria, Turchia |
| Paleartica    | Foreste, boschi e macchie mediterranee                  | Foreste sclerofille e miste iberiche sud-occidentali                      | PA1221     | Portogallo, Spagna |
| Paleartica    | Foreste, boschi e macchie mediterranee                  | Foreste sclerofille e miste tirreno-adriatiche                            | PA1222     | Francia, Italia |
| Paleartica    | Deserti e macchia xerofila                              | Semi-deserto dei monti afghani                                            | PA1301     | Afghanistan |
| Paleartica    | Deserti e macchia xerofila                              | Semi-deserto dell'Alashan                                                 | PA1302     | Cina, Mongolia |
| Paleartica    | Deserti e macchia xerofila                              | Deserto arabico e macchia xerofila saharo-arabica                         | PA1303     | Arabia Saudita, Egitto, Emirati Arabi Uniti, Giordania, Iran, Iraq, Israele, Kuwait, Oman, Qatar, Yemen                                     |
| Paleartica    | Deserti e macchia xerofila                              | Deserto costiero atlantico                                                | PA1304     | Mauritania, Sahara Occidentale |
| Paleartica    | Deserti e macchia xerofila                              | Steppa e macchia desertica dell'Azerbaigian                               | PA1305     | Azerbaigian, Georgia, Iran |
| Paleartica    | Deserti e macchia xerofila                              | Semi-deserto di Badkhyz e Karabil                                         | PA1306     | Afghanistan, Iran, Tagikistan, Turkmenistan, Uzbekistan                                                                                     |
| Paleartica    | Deserti e macchia xerofila                              | Boschi xerofili del Belucistan                                            | PA1307     | Afghanistan, Pakistan |
| Paleartica    | Deserti e macchia xerofila                              | Deserto della depressione caspica                                         | PA1308     | Iran, Kazakistan, Russia, Turkmenistan |
| Paleartica    | Deserti e macchia xerofila                              | Boschi xerofili dei monti afghani centrali                                | PA1309     | Afghanistan |
| Paleartica    | Deserti e macchia xerofila                              | Deserto dell'Asia centrale settentrionale                                 | PA1310     | Kazakistan, Kirghizistan, Uzbekistan |
| Paleartica    | Deserti e macchia xerofila                              | Boschi ripariani dell'Asia centrale                                       | PA1311     | Kazakistan, Turkmenistan, Uzbekistan |
| Paleartica    | Deserti e macchia xerofila                              | Deserto dell'Asia centrale meridionale                                    | PA1312     | Kazakistan, Turkmenistan, Uzbekistan |
| Paleartica    | Deserti e macchia xerofila                              | Bacini desertici dell'Iran centrale                                       | PA1313     | Afghanistan, Iran |
| Paleartica    | Deserti e macchia xerofila                              | Steppa desertica del Gobi orientale                                       | PA1314     | Cina, Mongolia |
| Paleartica    | Deserti e macchia xerofila                              | Steppa desertica delle valli lacustri del Gobi                            | PA1315     | Mongolia |
| Paleartica    | Deserti e macchia xerofila                              | Steppa desertica del bacino dei Grandi laghi                              | PA1316     | Mongolia, Russia |
| Paleartica    | Deserti e macchia xerofila                              | Semi-deserto del bacino di Zungaria                                       | PA1317     | Cina, Kazakistan, Mongolia |
| Paleartica    | Deserti e macchia xerofila                              | Semi-deserto del Kazakistan                                               | PA1318     | Kazakistan |
| Paleartica    | Deserti e macchia xerofila                              | Semi-deserto del Kopet Dag                                                | PA1319     | Iran, Turkmenistan |
| Paleartica    | Deserti e macchia xerofila                              | Deserto arbustivo della Mesopotamia                                       | PA1320     | Giordania, Iran, Iraq, Israele, Palestina, Siria                                                                                            |
| Paleartica    | Deserti e macchia xerofila                              | Steppa e boscaglie del Sahara settentrionale                              | PA1321     | Algeria, Egitto, Libia, Marocco, Mauritania, Sahara Occidentale, Tunisia                                                                    |
| Paleartica    | Deserti e macchia xerofila                              | Boschi xerofili del Paropamiso                                            | PA1322     | Afghanistan, Tagikistan |
| Paleartica    | Deserti e macchia xerofila                              | Semi-deserto e deserto del golfo Persico                                  | PA1323     | Arabia Saudita, Bahrein, Emirati Arabi Uniti, Iraq, Kuwait, Qatar                                                                           |
| Paleartica    | Deserti e macchia xerofila                              | Semi-deserto del bacino del Qaidam                                        | PA1324     | Cina |
| Paleartica    | Deserti e macchia xerofila                              | Semi-deserto e deserto tropicale nubico-sinaitico del Mar Rosso           | PA1325     | Arabia Saudita, Egitto, Giordania, Iraq, Israele, Oman, Yemen                                                                               |
| Paleartica    | Deserti e macchia xerofila                              | Deserto sabbioso del Pakistan settentrionale e Registan                   | PA1326     | Afghanistan, Iran, Pakistan |
| Paleartica    | Deserti e macchia xerofila                              | Deserto del Sahara centrale                                               | PA1327     | Algeria, Ciad, Egitto, Libia, Mali, Mauritania, Niger, Sudan                                                                                |
| Paleartica    | Deserti e macchia xerofila                              | Deserto e semi-deserto nubo-sindiano dell'Iran meridionale                | PA1328     | Afghanistan, Iran, Iraq |
| Paleartica    | Deserti e macchia xerofila                              | Steppa e boscaglie del Sahara meridionale                                 | PA1329     | Algeria, Ciad, Egitto, Mali, Mauritania, Niger, Sudan                                                                                       |
| Paleartica    | Deserti e macchia xerofila                              | Deserto del Taklamakan                                                    | PA1330     | Cina |
| Paleartica    | Deserti e macchia xerofila                              | Boscaglie xerofile montane del Tibesti-Jebel Uweinat                      | PA1331     | Ciad, Egitto, Libia, Sudan |
| Paleartica    | Deserti e macchia xerofila                              | Boschi xerofili montani del Sahara occidentale                            | PA1332     | Algeria, Libia, Mali, Mauritania, Niger |